# الفاروق عبد العزيز
ينتمي الفاروق عبد العزيز إلى الجيل الثاني من نقاد السينما المصريين، وهو جيل تميز قسم منه بتأصيله النقدي القائم على مدارس نقدية أدبية معظمها تم إنشاؤها في القرن العشرين. واختار الفاروق مدرسة "النقد الموضوعي" التي أرسى قواعدها الشاعرُ والناقد ت. س. إليوت T S Eliot منذ عشرينيات القرن العشرين. ومنذ عام 1968 والفاروق يتنقل بين فنون وآداب مختلفة يمارس النقد في الصحافة والإذاعة والتلفزيون في مصر في التزام كامل بالقواعد التي أرستها هذه المدرسة. واستمر هذا التنقل حتى عام 1974 حين تفرّغ تمامًا للنقد السينمائي.

### السبعينيات
بعد انتقاله إلى الكويت في عام 1976، وممارسة النقد في الصحافة الكويتية بلا توقف في صحف "السياسة" و"الوطن"، و"القبس" وArab Times & Kuwait Times – بدأ الفاروق مسيرته الإنتاجية بين عامي 1978 و1980 بالمشاركة في كتابة وإنتاج الفيلم الوثائقي البريطاني "فانيسا تتحدث مع فاروق عبد العزيز" Vanessa Talks with Farouk Abdulaziz عن حياة وأعمال الممثلة البريطانية فانيسا ردجريف Vanessa Redgrave واهتماماتها السياسية خاصة ما اتصل منها بالقضية الفلسطينية.

### الثمانينيات
بعد ذلك قام بإنتاج فيلم عن الكيفية التي صُنع بها فيلم "عمر المختار" Lion of the Desert في نسختين منفصلتين بالعربية والإنجليزية في عام 1981، ثم قام لاحقًا في عام 1984 بإنتاج النسخة العربية (10 ساعات) من مسلسل "الحدائق الوطنية العظمي في أوروبا" من إنتاج Telepool Suisse.
بين عامي 1986 و1987 توسّع نشاطه ليشمل المشاركة في كتابة وإنتاج النسخة الدولية الناطقة بالإنجليزية من الجزء الثاني من المسلسل الوثائقي الياباني الطويل (18 ساعة) "طريق الحرير" The Silk Road من إنتاج NHK Television الذي بثَّته كل شبكات التلفزيون الدولية الرئيسة تقريبًا.
بعد عرض النسخة التركية من "طريق الحرير" في عام 1988 قامت وزارة الثقافة التركية بدعوة الفاروق إلى إنتاج فيلم وثائقي عن تركيا. اختار الفاروق أن يصنع فيلمه من منظور عربي للجمهور العربي. وخلال عامي 1988 و1989 عُرض فيلمه التركي "مرحبا" Merhaba في عدد من قنوات التلفزيون العربية.

### التسعينيات
في أعقاب تحرير الكويت من الغزو العراقي في 26 من فبراير من عام 1991 تعامل الفاروق كمنتج لقصص من الكويت مع محطات تلفزيون دولية منها BBC البريطانية وNBC الأميركية. في تلك الفترة أيضًا قام بإنتاج المقطع الخاص بالكويت في الفيلم الأميركي "بركة" Baraka (1992).
في خلال التسعينيات قام الفاروق بتطوير عدد من المشروعات الوثائقية والروائية كمنتج تنفيذي بالمشاركة مع منتجين دوليين منهم CBC في كندا. ولكن عندما لاحت عقبات اكتمال التمويل، سارع إلى التركيز على الاستشارات الإعلامية فأنتج دراسة جدوى لإنشاء شركة إنتاج دولية بالإضافة إلى خطط عمل لتأسيس قنوات تلفزيون اختصاصية.
بين عامي 1997 و2000 انشغل الفاروق بكتابة ثلاثة أفلام روائية طويلة للأطفال للشركة الدولية للرسوم المتحركة ICAC في مقرها في لوس أنجلوس في الولايات المتحدة علاوة على عمله كمستشار فني للشركة.

### الألفية الثالثة
وبينما لم يتوقف الفاروق منذ عام 2000 عن تقديم أفلام من ثقافات مختلفة لجمهور حي، وإلقاء محاضرات عن موضوعات سينمائية بالإضافة إلى التعليم في ورش لكتابة السيناريو وإنتاج الأفلام إلّا أنه تابع إنتاج الأفلام الوثائقية الطويلة والقصيرة لحساب مكتبين اختصاصيين تابعين للديوان الأميري في الكويت هما: "مكتب الشهيد" و"مكتب الإنماء الاجتماعي" وكلاهما مختصٌ بمعالجة آثار العدوان العراقي على دولة الكويت في الثاني من أغسطس من عام 1990.

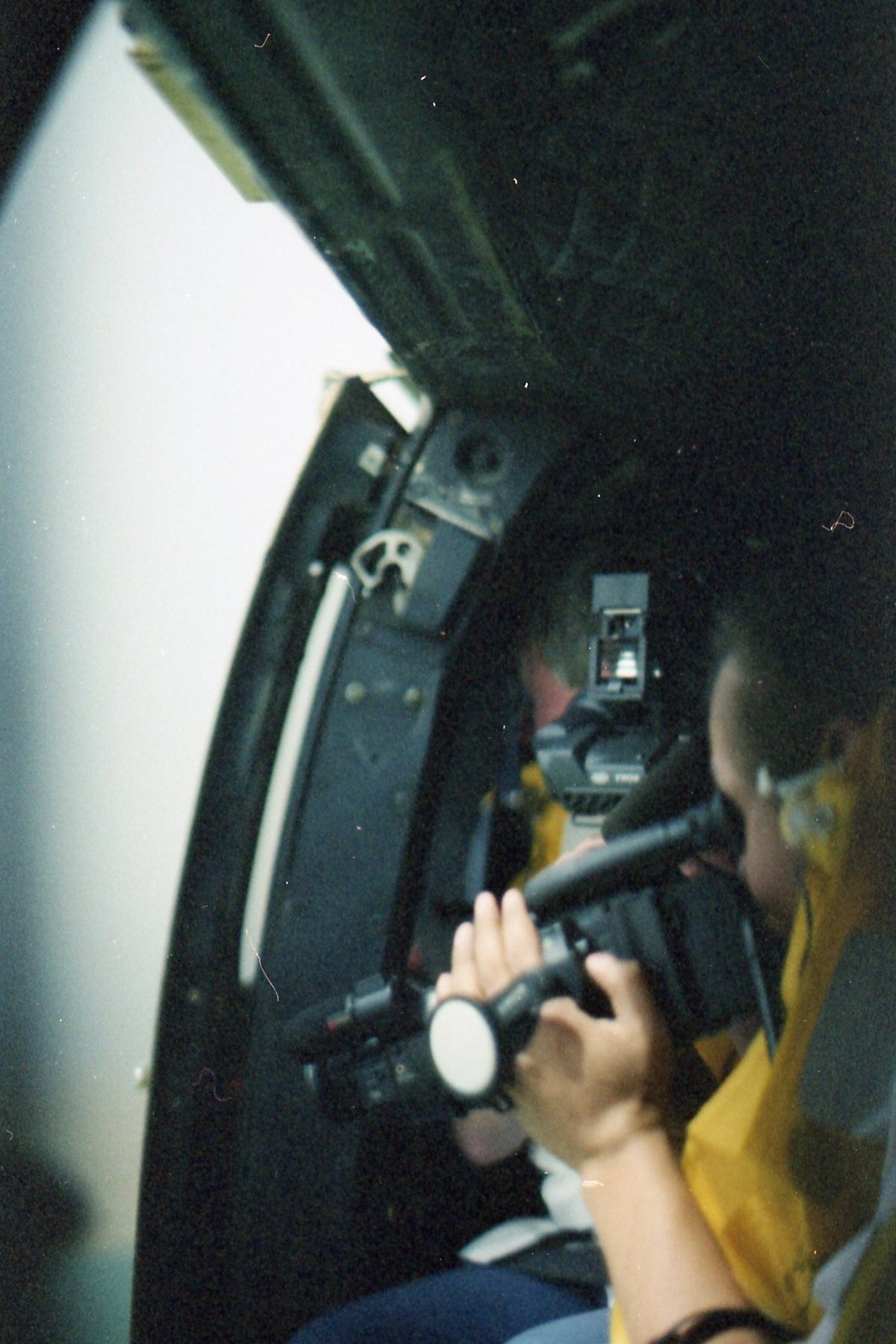
الفاروق يصور لقطات لأفلامه الستة عن غزو الكويت وتحريرها في مارس 1991.

ومنذ فبراير من عام 2004 عاد الفاروق إلى تقديم الاستشارات الإعلامية لدى جهتين حكوميتين في دولة الكويت، وهو جهد تواصل حتى يوليه من عام 2018.
حملت الألفية الثالثة رياح تغيير في مسيرته منذ عام 2008 حين اكتشف أن لديه شغفًا بدراسة العلاقة بين العلم والدين مع تركيز على دراسة إشارات علمية وتاريخية في القرآن الكريم. وقد أثمرت هذه الدراسة إنتاج ما يزيد على 500 فيلم بين طويل وقصير عن هذه العلاقة قام ببثها منذ عام 2010 وحتى الآن على قناة له على موقع يوتيوب youtube.com/@alfarouqchannel. والقناة نشطة حاليًا وتتمتع بدفق متواصل من الأفلام القصيرة والمحاضرات والمواد الأرشيفية. تضم القناة أكثر من 180 ألف مشترك كما حققت 20 مليون مشاهدة على مدى 10 سنوات.
ويبدو أن أنشطة الفاروق المتنوعة على مدى سنوات حياته قد استرعت انتباهًا عربيًا واسعًا .
من
ولكن على الرغم من رياح التغيير فقد ظل الفاروق يواصل السير في طريقه الإنتاجي الدولي. فانشغل خلال عامي 2010 و2012 بإنتاج فيلم وثائقي طويل عن تجربة عضو الكونجرس الأميركي الأسبق بول فندلي Paul Findley في السياسة من منظور علاقتها بالقضية الفلسطينية في فيلم تحت الإنتاج بعنوان: "الشريف بول: الرجلُ الذي اجترأ على الكلام"Honorable Paul – He Who Dared to Speak Out. لا يزال الفيلم في مرحلة ما بعد الإنتاج.
بين عامي 2016 و2018 نشر الفاروق خمسة كتب بالعربية والإنجليزية تنظّر للعلاقة بين العلم والدين هي "موريس والقرآن" و Maurice and the Qur’an و"وحبكت بالنجوم" و"من كان يعلم هذا قبل أربعة عشر قرنًا" و Who Would Have Known That 14 Centuries Ago.

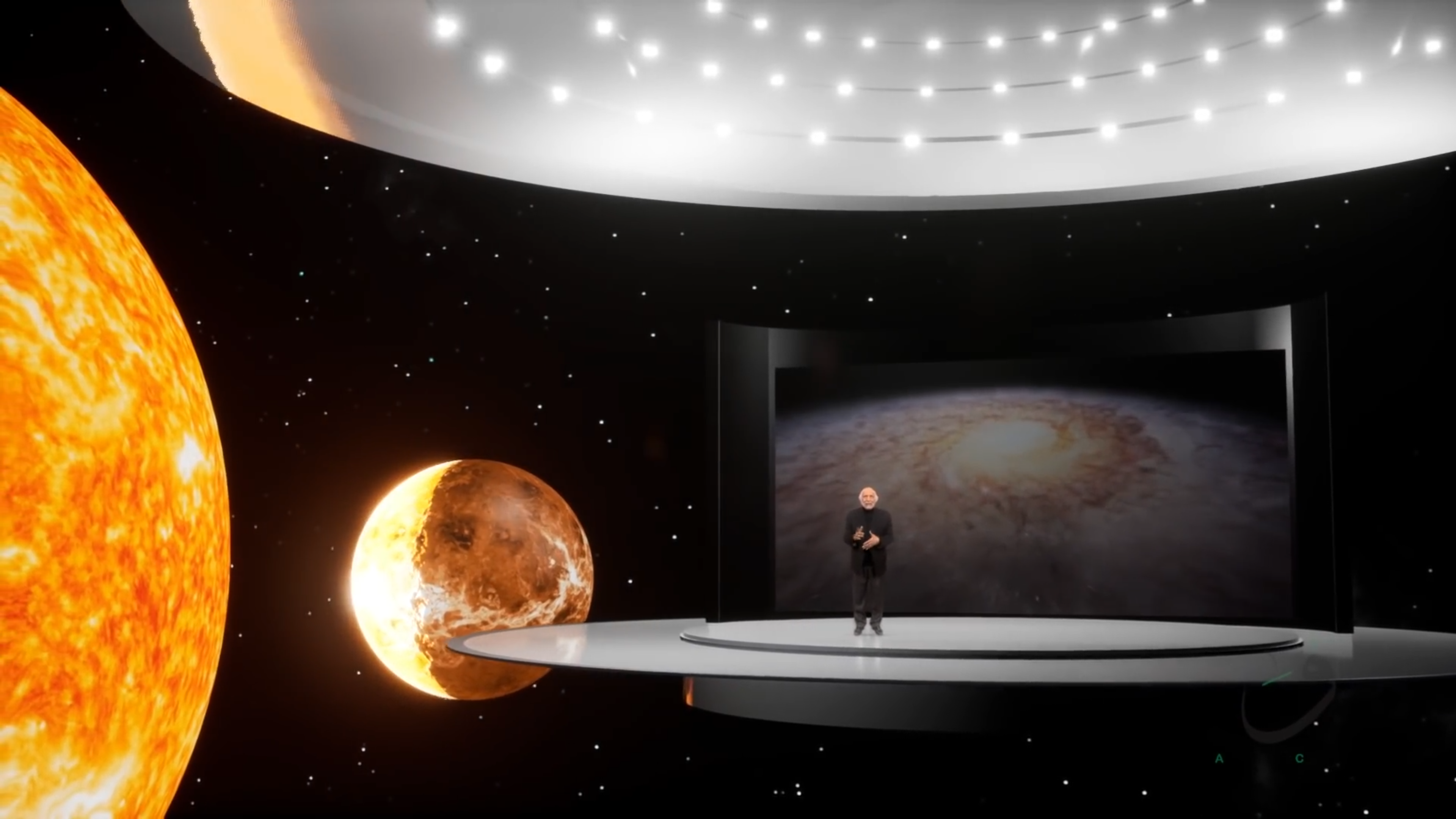
لقطة من المسلسل الوثائقي - البرهان إنتاج عام 2022 بتقنيات Epic Games & Virtual Studio & Aximmetry.

وبين عامي 2017 و2018 قام الفاروق بإنتاج ستة أفلام وثائقية عن تجربته خلال أشهر الغزو العراقي وتحرير الكويت (1990 – 1991) كشهادة عربية على تلك الوقائع.
وفي عام 2019 انتهى من كتابة السيناريو للفيلم الوثائقي الدرامي الدولي "أبناء السندباد" Sons of Sinbad عن كتاب البحّار المغامر ألان فيليرز Alan Villiers الذي يوثّق فيه الأعوام الأخيرة من عصر الملاحة الشراعية الكويتية (1940).
انشغل الفاروق خلال عامي 2020 و2021 بكتابة وإنتاج مسلسل برامجي للتلفزيون العربي بعنوان "البرهان" عن إشارات علمية وتاريخية وبيانية في القرآن الكريم في إطار دراسة العلاقة بين العلم والدين.

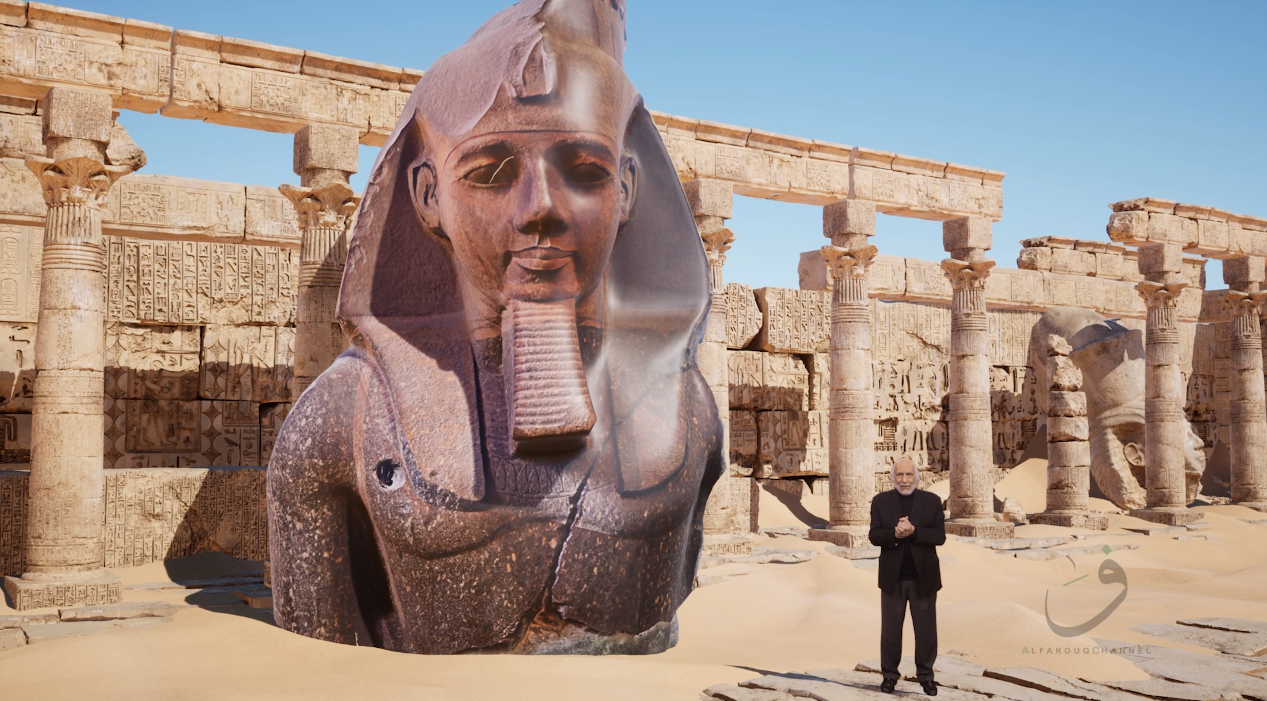
كان توظيف برامج حاسوبية إبداعية عاملًا مهمًا في إنتاج مسلسل البرهان في 2021.

وفي يوليه من عام 2023 بدأ الفاروق كتابة مسلسل وثائقي جديد بعنوان "حياةٌ قبل الحياة" يصور العلاقة بين خلاصات توصّل إليها علماء أجنّة معاصرون وآيات قرآنية تصف بدقة مذهلة أطوار تخلّق الإنسان داخل الرحم ليبدأ الإنتاج والتوزيع في خمس لغات في أكتوبر من عام 2024.
في خلال مسيرته العملية لم تتوقف شبكات تلفزيون وإذاعة وصحف مختلفة داخل وخارج العالم العربي عن استضافته للحديث عن تجاربه خلال 55 عامًا.

## كاتب الأطفال

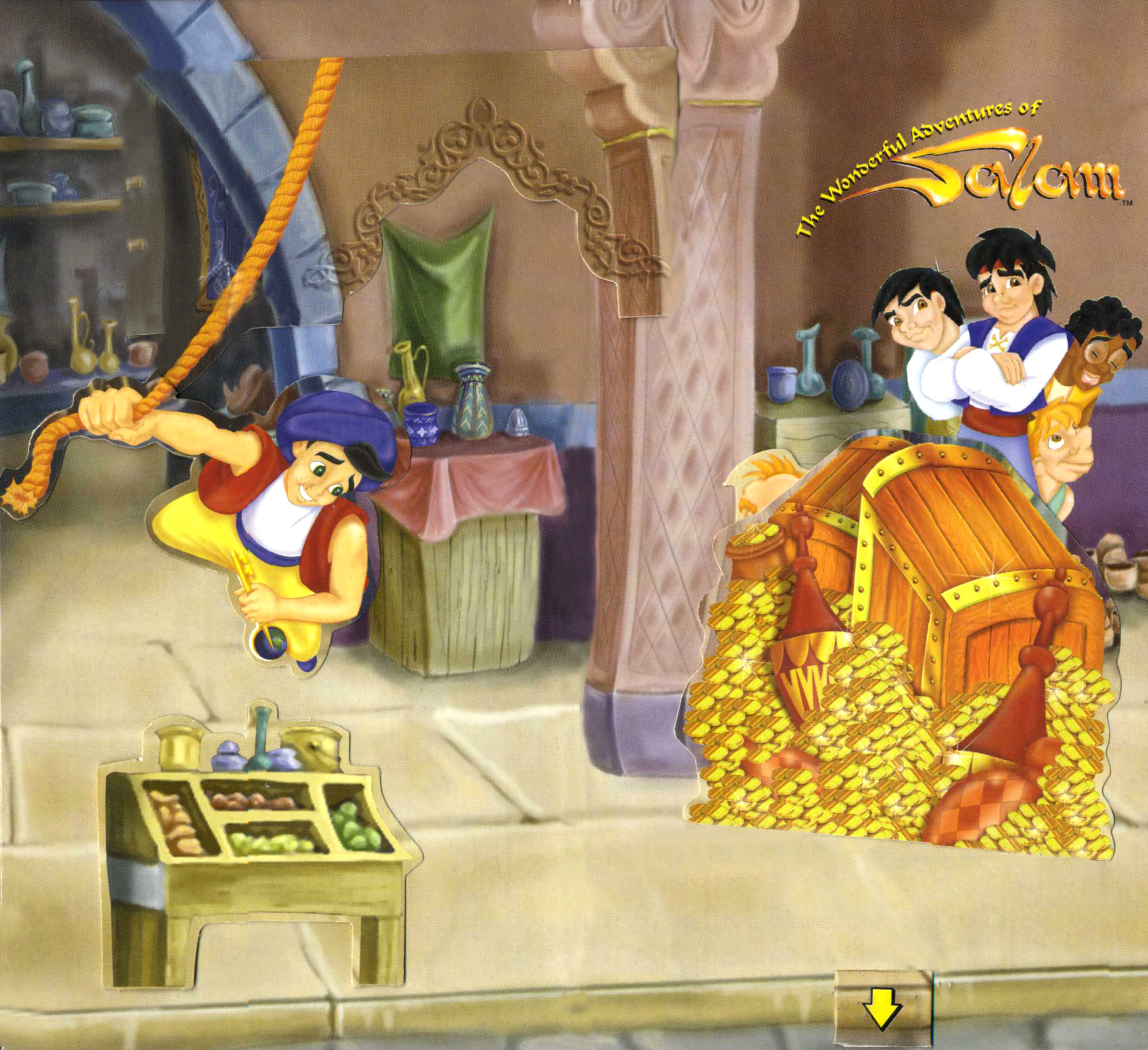
كانت سلسلة أفلام عالم سلام فكرة تبحث عن وجود حينما عمل الفاروق مستشارًا لشركة الرسوم المتحركة في لوس أنجلوس وكتب ثلاثة أفلام لها.

تميّزت أعمال الفاروق عبد العزيز بالتنوّع منذ بدأ حياته العملية قبل 55 عامًا، وحتى قبل تخرّجه من قسم اللغة الإنجليزية وآدابها بكلية الآداب بجامعة القاهرة في عام 1968، كان الفاروق يكتب القصص المصوّرة – الكوميكس لمجلة "ميكي" (الطبعة العربية من إحدى مجلات ديزني) في سلسلة امتدت لحوالي عام بين عاميّ 1967 و1968 بعنوان "أبواب القاهرة".

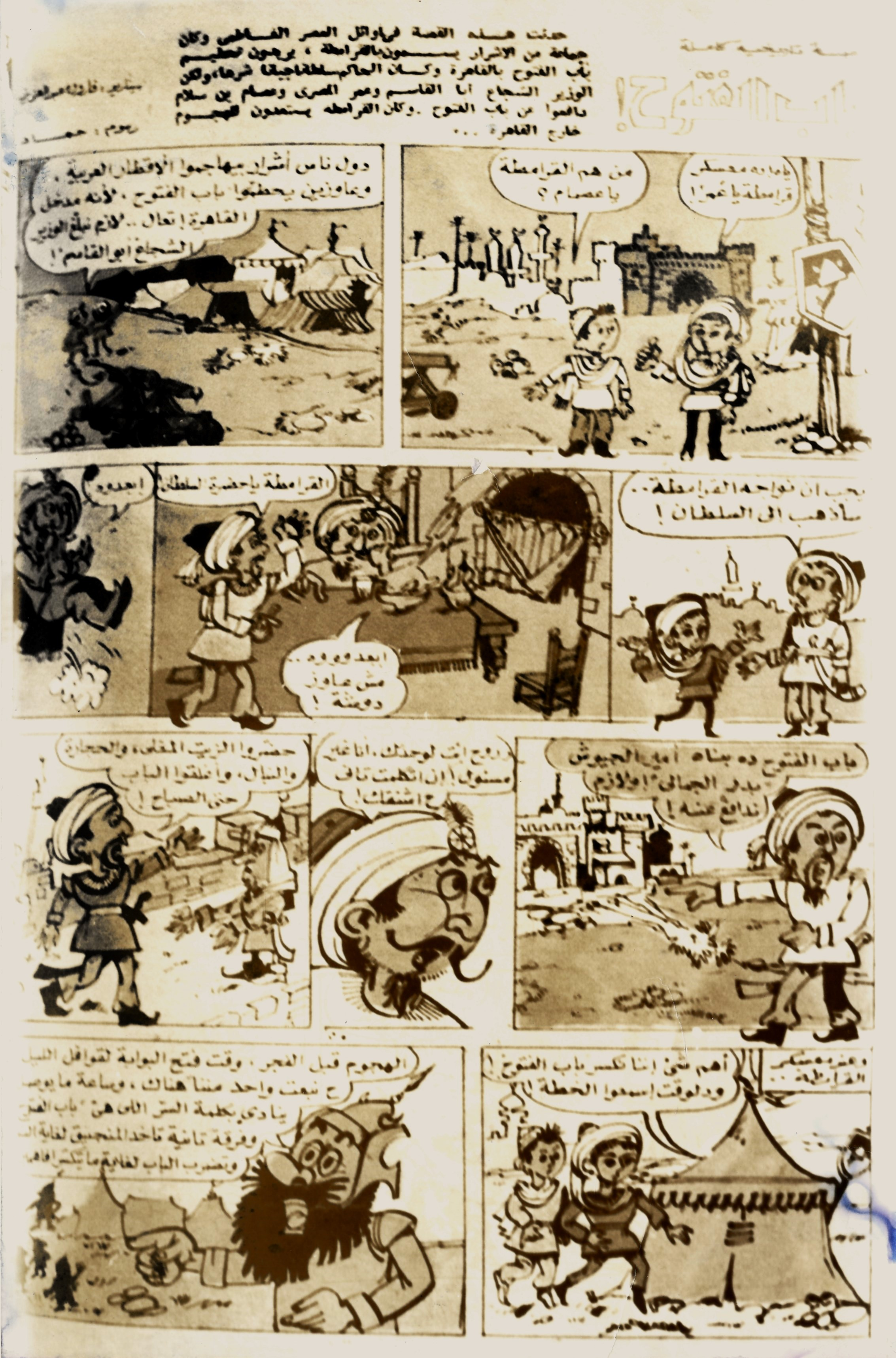
الصفحة الأولى من حلقة باب الفتوح التي بدأ بها الفاروق سلسلة حلقات عن أبواب القاهرة في نهاية عام 1967 وتواصلت لعام في مجلة ميكي.

وهي تجربة عادت عليه بالنفع حين استلهمها بعد نحو ثلاثين عامًا عندما قامت شركة مركز الرسوم المتحركة International Cartoon and Animation Center ICAC في لوس أنجلوس بالولايات المتحدة الأميركية، حين كان يعمل مستشارًا فنيًا للمركز بين عاميّ 1997 و 2000 – قامت بتكليفه بكتابة ثلاثة أفلام روائية طويلة للأطفال. في تلك الفترة قام بإنتاج النسخة العربية من فيلم الشركة "فرسان الفضيلة" Knights of Virtue في الوقت الذي انتهى فيه من كتابة الأفلام الثلاثة التي بدأ المركز في عام 2000 توزيع أولها؛ "عودة الملكة الذهبية" Return of the Golden Queen، في نسختين أصليتين بالعربية والإنجليزية.

## الناقد التشكيليّ

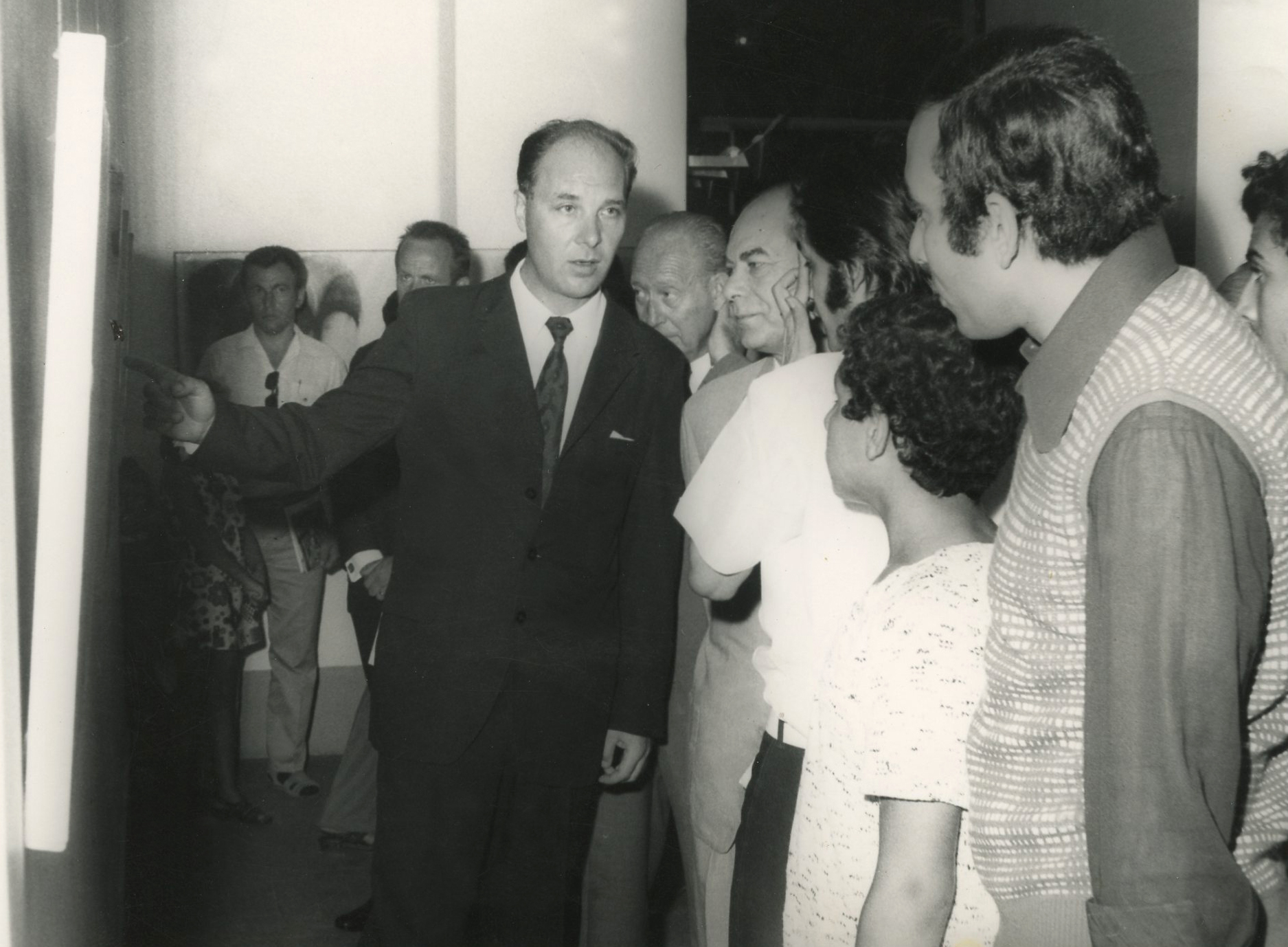
الفاروق (أقصى اليمين) في افتتاح معرض الفنان التشيكي تشالكوفسكي في القاهرة في 1974. بعدها التقى معه لحوار نشره في صحيفة المساء القاهرية.

في عام 1967 قام الفاروق بترجمة كتاب لأحد أهم فناني ومنظرّي الفن الحديث؛ بول كليPaul Klee بعنوان: "في الفن الحديث" On Modern Art، ودفع به للنشر في عام التخرّج – 1968 في واحدة من أهم المجلات الثقافية العربية آنذاك؛ مجلة "المجلة" المصرية الشهرية. وكان تأثير الترجمة فوريًا في الأوساط الفنية فالتحق الفاروق على الفور بجريدة "المساء" القاهرية كناقد فنيّ لفترة امتدت بين عاميّ 1968 و 1977. وكانت "المساء" هي الجريدة المسائية الوحيدة في ذلك الوقت، وفي صفحتها الفنية نشر الفاروق ترجمة لكتاب آخر لبول كلي بعنوان"كراسات تعليمية" Pedagogical Sketchbooks. وفي عام 1969 نشرت مجلة "المجلة" ترجمة أخرى للفاروق ضمت ثلاثة مقالات للنحات الإنجليزيّ البارز هنري مور Henry Moore. وفي عام 1974 كان النحات الإنجليزيّ المعاصر هيوبرت دالوود Hubert Dalwood ضيفًا على الفاروق في برنامج "آفاق الفن" بالبرنامج الثاني بإذاعة القاهرة، ثم في لقاءات حية مع طلاب ومدرسي كليتي الفنون الجميلة بالقاهرة والإسكندرية. وقد شهد عام 1987 عودةً إلى الدراسات التشكيلية بنشر ترجمة كاملة، مع تعليق، لكتاب سلفادور دالي Salvador Dali "في الفن المستعتق؛ الفن الحديث" Dali On Modern Art – The Cuckolds of Antiquated Modern Art مسلسلًا على حلقات في صحيفة "القبس" الكويتية. وفي عام 2005 نشر الفاروق دراسة شاملة عن أعمال الفنان المصري محمود عبد العاطي في مجلة "الفنون" الكويتية تبعها بأخرى في عام 2009 عن آفاق الفن الإسلاميّ اليوم .

## بدايات إذاعية

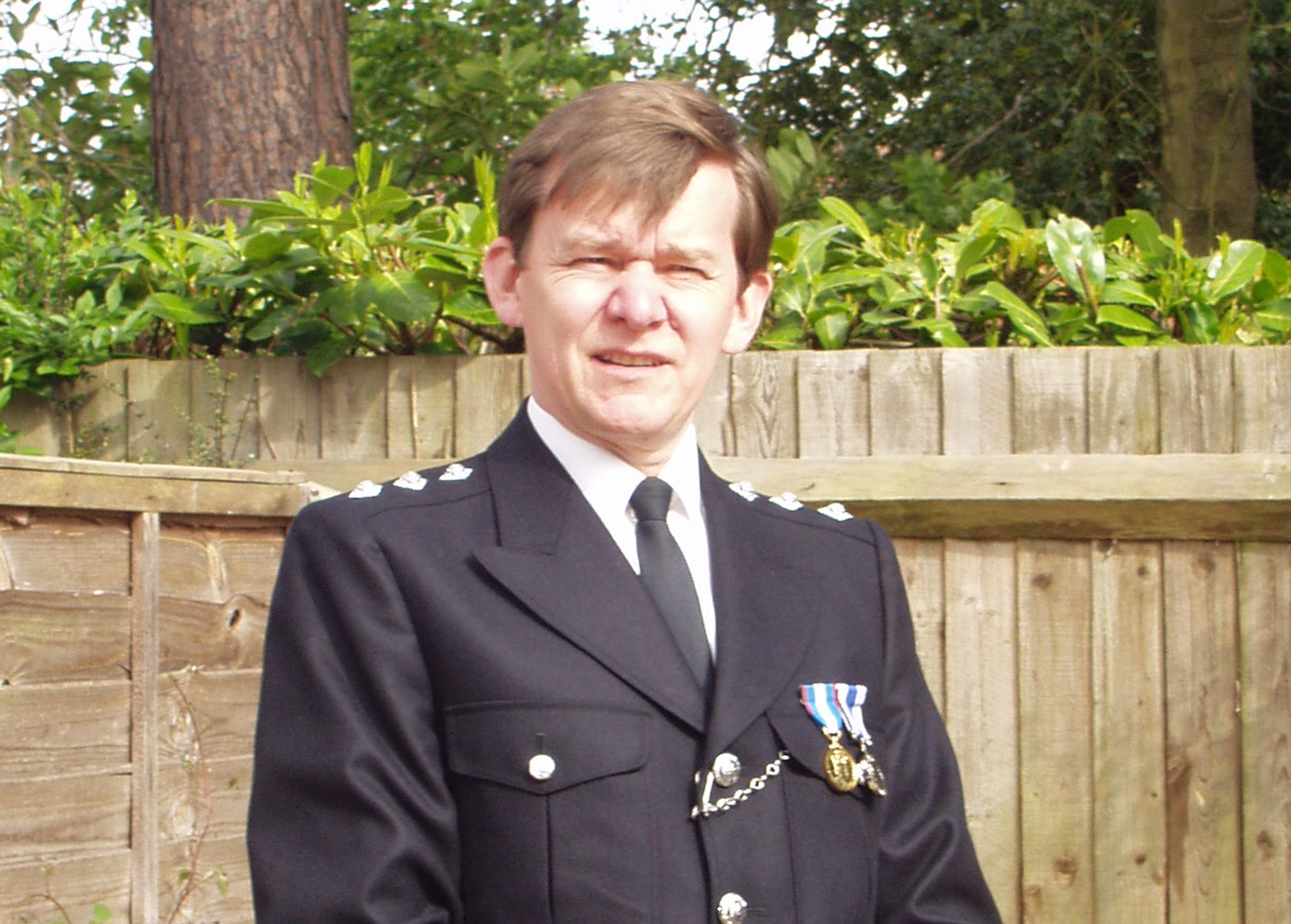
كان ريتشارد فارلي كبير مفتشي شرطة سكوتلاند يارد في لندن ضيفًا في فيلم الفاروق أصوات الإ‘عجاز 2013. وكان اكتشافه مصداقية الإشارات العلمية القرآنية قوة دافعة لتغيير حياته.

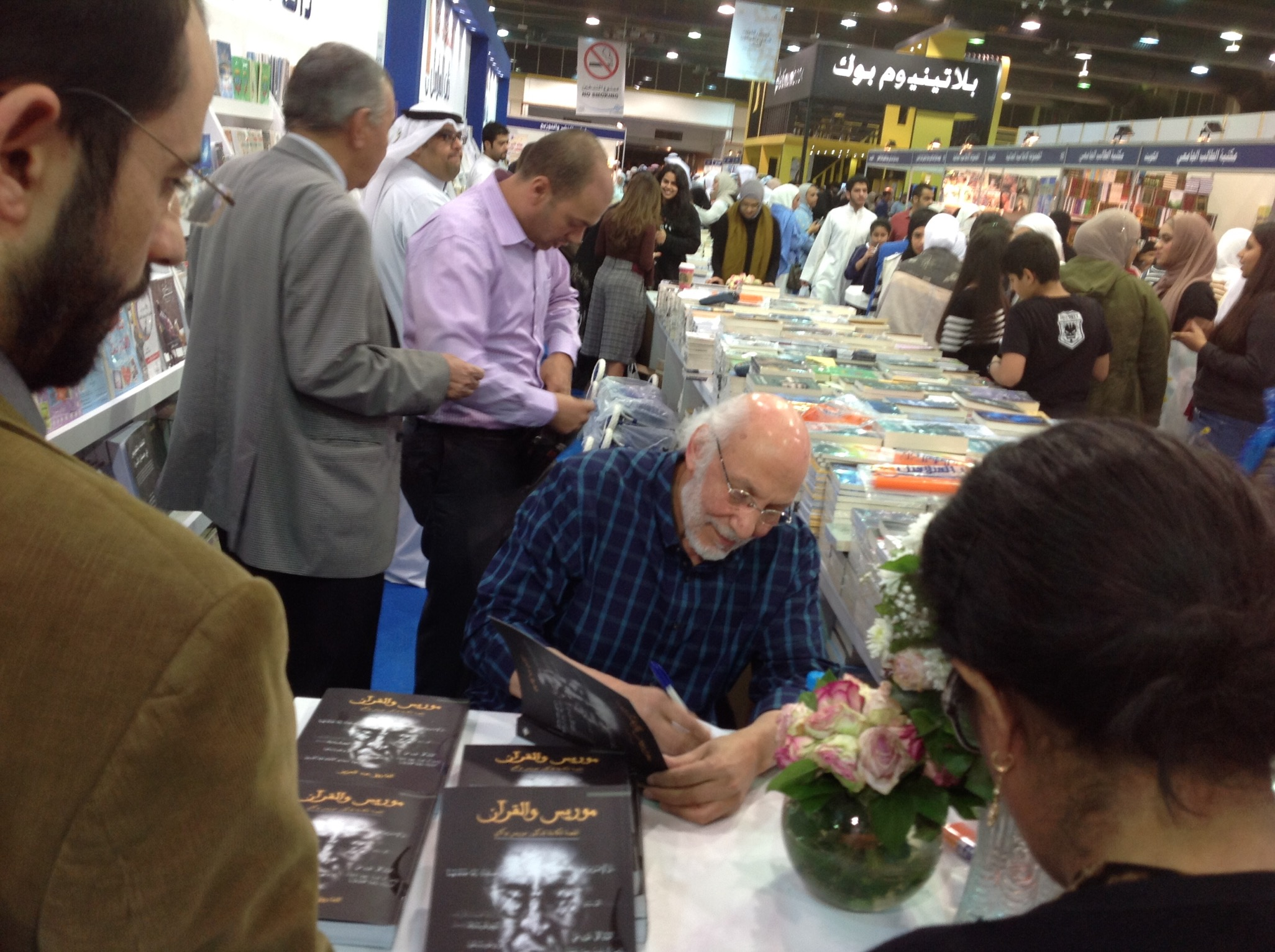
حفل توقيع كتاب - موريس والقرآن - في معرض الكتاب الدولي في الكويت في نوفمبر 2016.

بدأت علاقة الفاروق بالبرنامج الثاني بإذاعة القاهرة قبل عام من التخرّج قام خلاله بترجمة إلى العربية لعدد من القصص القصيرة للكتّاب ويليام سارويان William Saroyan وكاثرين مانسفيلد Katherine Mansfield وهنري جيمس Henry James، وعندما تم تعيينه مذيعًا ومقدمًا للبرامج بالبرنامج الثاني في صيف عام 1974 كتب برنامجًا دراميًا عن الكاتب فرنسيس سكوت فيتسجيرالد Scott Fitzgerald F قام فيه بدور الكاتب نفسه ثم نشر مادة البرنامج في مجلة "الموقف الأدبي" السورية في العدد 57 58 – فبراير 1976.

## النقد السينمائيّ
بدأت علاقة الفاروق بالنقد السينمائيّ، الذي أصبح النشاط الرئيس له منذ عام 1974، حين بدأ ينشر مقالات نقدية منهجية عن بعض سينمات العالم القومية كالسينما السوفيتية والمجرية والكوبية والمصرية والعربية والأميركية المستقلّة. وشارك في تلك الفترة في تحرير كتاب "السينما البرازيلية" عن حركة سينما نوفو Cinema Nuovo البرازيلية الجديدة نشرته جمعية نقاد السينما المصريين على هامش مهرجان كبير نظمته الجمعية للسينما البرازيلية في القاهرة في عام 1975.

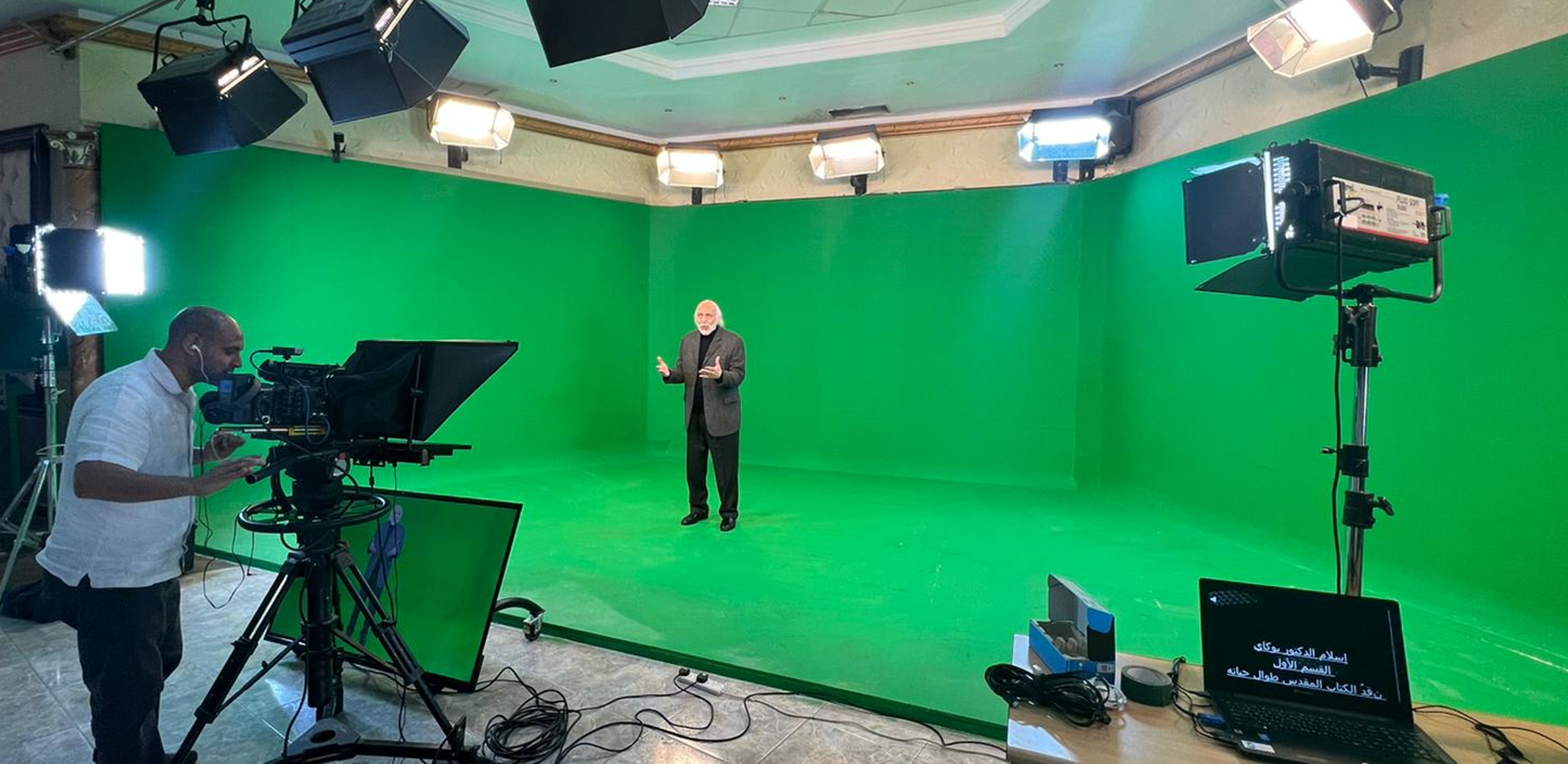
في ستوديو الشاشة الخضراء يسجل حلقات مسلسل البرهان في 2021.

نُشرت المقالات النقدية للفاروق بشكل شبه أسبوعيّ اعتبارًا من عام 1974 في "نشرة نادي سينما القاهرة" وفي صحيفة "المساء" اليومية وبصفة شبه شهرية في ملحق الأدب والفن في مجلة "الطليعة" المصرية الشهرية في الوقت الذي تواصل فيه تعاونه مع البرنامج الثاني بإذاعة القاهرة. وقد نُشرت بعض مقالاته بين عاميّ 1974 و 1977 في عدة صحف ومجلات عربية من بينها مجلتا "آفاق عربية" و"الأقلام" العراقيتين وصحيفة "الجمهورية" اليومية العراقية ومجلة "الطليعة" الكويتية .
بحلول عام 1977 أصبح الفاروق ناقدًا سينمائيًا لمطبوعتين كويتيتين يوميتين؛ "السياسة" بالعربية وArab Times بالإنجليزية. وفي العام التالي التحق باليومية الكويتية "الوطن" واستمر ينشر فيها حتى عام 1983 في الوقت الذي انضم فيه في عام 1978 إلى كتّاب اليومية الكويتية Kuwait Times ليتصل عمله فيها حتى يونيه من عام 1990 .
بين عامي 1983 و 1987 انضم الفاروق ناقدًا سينمائيًا إلى اليومية الكويتية "القبس". وقد استمرت مساهمات الفاروق في الدوريتين الكويتيتين "العربي" ومجلة "الفنون" منذ عام 1978 وحتى عام 2017 قبيل إغلاق "الفنون" وإن كان ذلك على نحو غير منتظم. ولا يزال الفاروق ينشر مقالاته السينمائية منذ أول سبتمبر 2022 في الدورية الفصلية "سينما اليوم" التي يصدرها نادي الكويت للسينما.

## بداياتٌ تليفزيونية

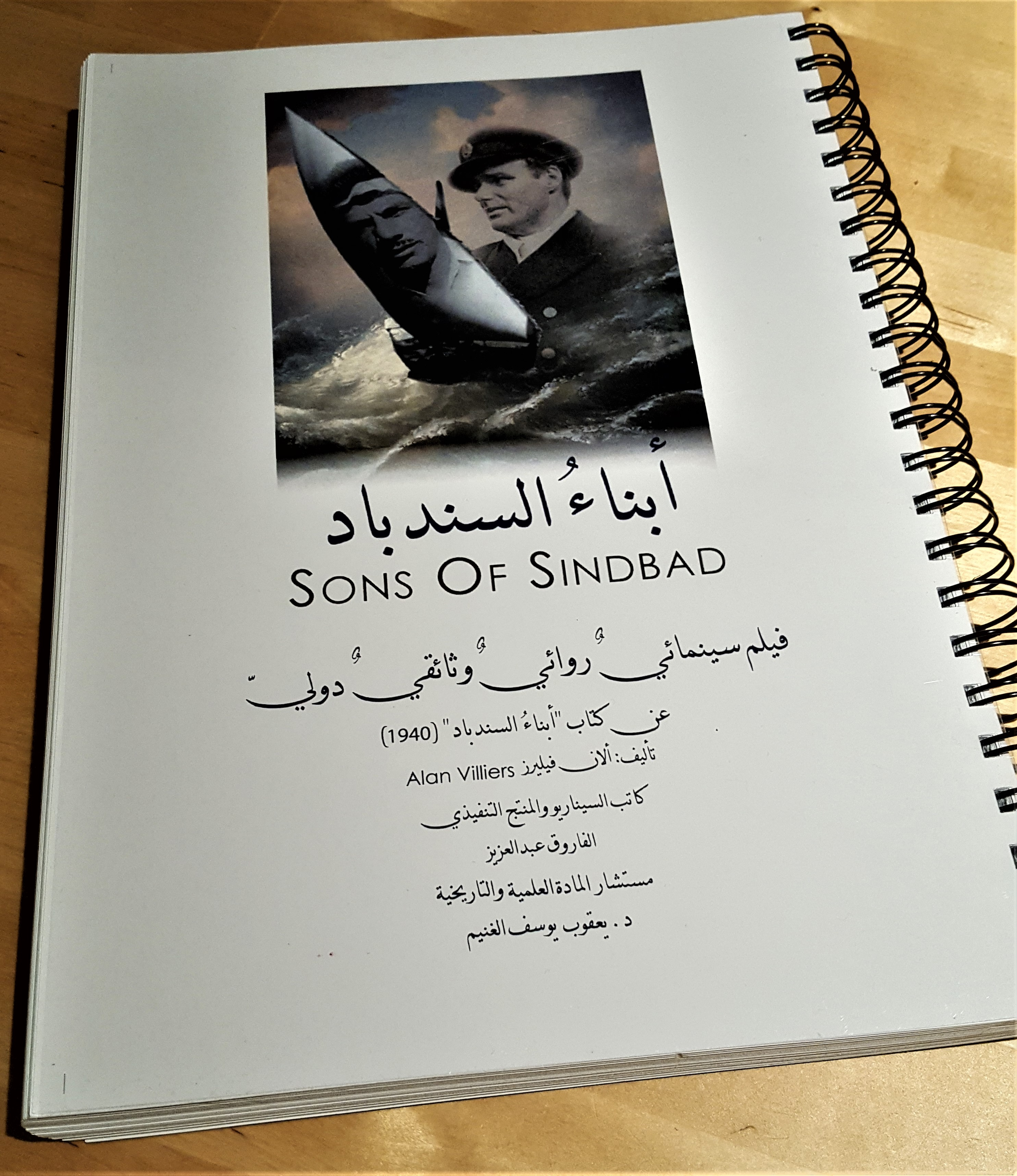
اكتمل سيناريو الفيلم الوثائقي الدرامي الدولي أبناء السندباد في عام 2019.

بدأ نشاط الفاروق التليفزيوني حين شارك في إعداد برنامج "من أرشيف السينما" على القناة الثانية بتليفزيون القاهرة بناءً على دعوة من معد البرنامج الناقد السينمائي صبحي شفيق في ربيع عام 1975. ثم تولى بعد ذلك إعداد وتقديم بعض حلقات البرنامج منفردًا ولكن لفترة قصيرة قبل أن يصدر أمر وزاري بإيقافه! فقد حدث أن استضاف الفاروق في بث مسائي مباشر وفدًا من السينما الكوبية الموصوفة آنذاك "بالثورية". وكان في طليعة الوفد، الذي كان ضيف وزارة الثقافة المصرية بمناسبة إقامة أسبوعٍ للسينما الكوبية في القاهرة، المخرج الرائد توماس جوتييريز آليا Tomas Gutierrez Alea وبرفقته فرانشيسكو ديتيرو Francesco Detierro رئيس معهد السينما الكوبية والمصور السينمائي هيرناندو بيريرا Hernando Pereira. وتخلل اللقاء عرض فقرات مشبعة من فيلم آليا الكلاسيكي "ذكرياتُ التخلف" Memories of Underdevelopment ومن فيلم فرناندو سولاناس Fernando Solanas المهم "لوسيا" Lucia. وكان من الطبيعي أن يدور الحوار مع الضيوف في جانب منه عن دور التجربة السينمائية الكوبية في ترسيخ مفهوم النضال ضد "الإمبريالية الأميركية"، الأمر الذي أزعج يوسف السباعي، وزير الثقافة وقتها إلى أبعد الحدود بالنظر إلى التحوّل السياسي الأهم في مصر آنذاك نحو الولايات المتحدة، فأُسدل الستار على البرنامج في مساء اليوم نفسه!

## مناخٌ ماكارثي!

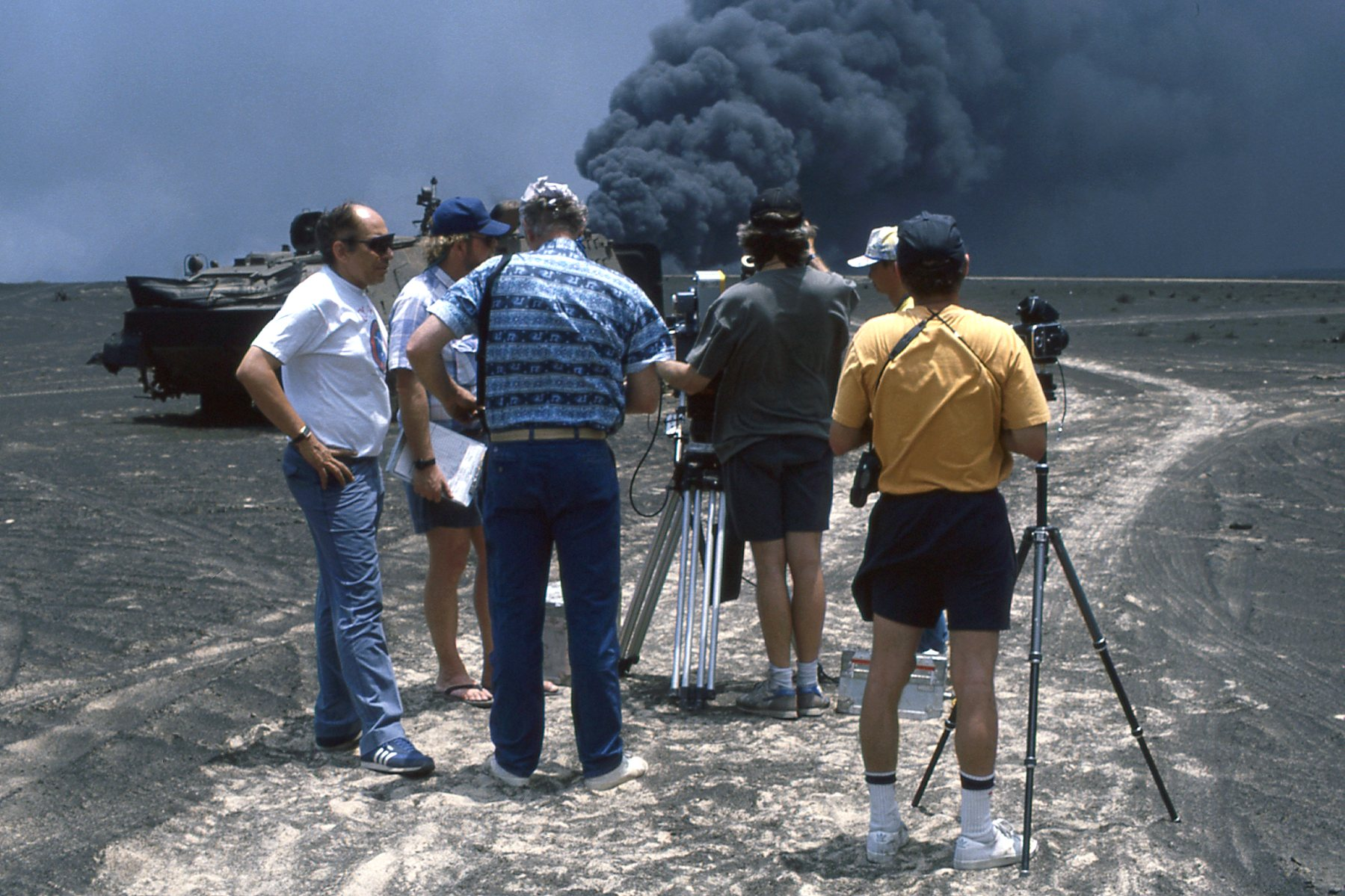
في موقع تصوير فيلم بركة في حقل البرقان في الكويت في مايو 1991.

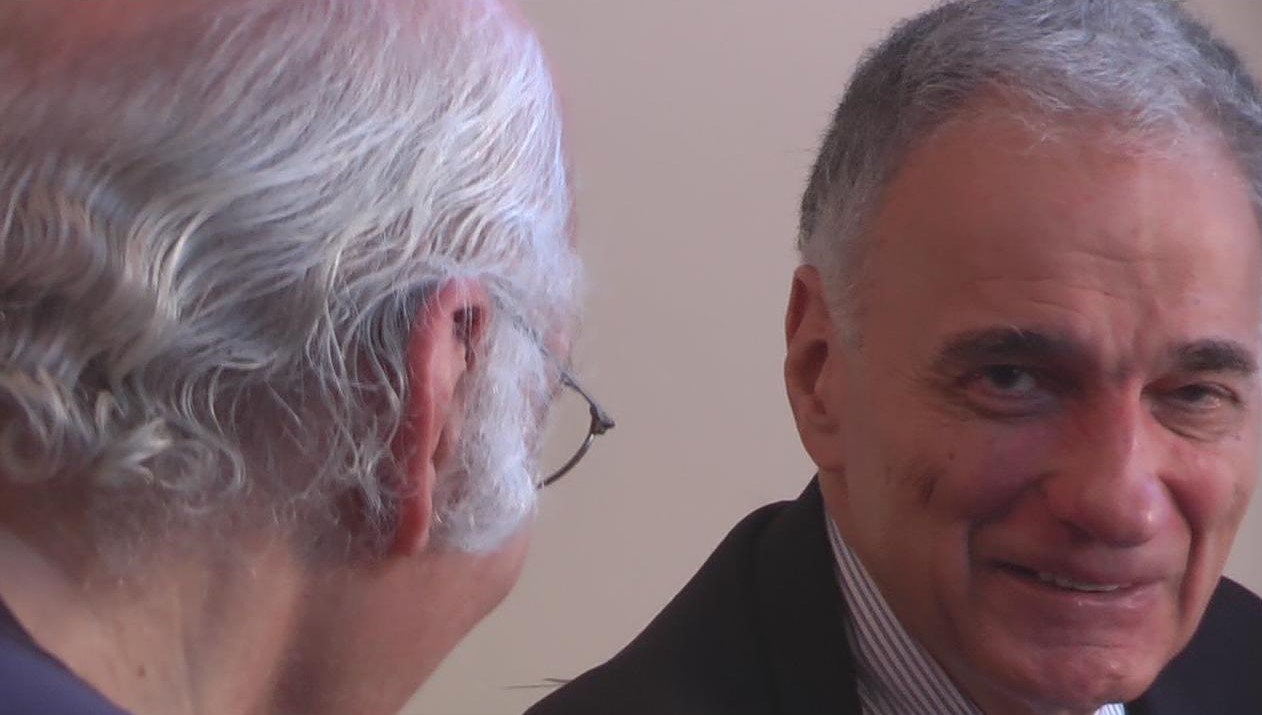
في لقاء مع بطل حماية المستهلك والمرشح الأميركي للرئاسة لعدة دورات رالف نادر في واشنطن العاصمة في 2012 لفيلم سياسي.

في منتصف السبعينيات كان المناخ الحكوميّ المصريّ مهيأً للإطاحة بمن أسماهم "المتعاطفون مع اليسار" وتمثّل ذلك في إغلاق المطبوعات "المشبوهة" والتي تصادف أن كانت جميعها منافذ لممارسة الفاروق النقد السينمائيّ. ففي زمن متقارب تم إلغاء برنامج "من أرشيف السينما" التليفزيونيّ وإجراء تغييرات جذرية في إدارة البرنامج الثاني بإذاعة القاهرة أدت إلى تهجير الفاروق ضمن مجموعة إذاعية أخرى، في الوقت الذي مُنع فيه من التعامل مع الإذاعة بشكل نهائي. ثم تم الطرد من المساهمة في تحرير نشرة "نادي سينما القاهرة" وشطب صفحة الأدب والفن اليومية من صفحات جريدة "المساء" بينما كان الفاروق مشاركًا في أعمال مهرجان بغداد الدولي الثاني لأفلام فلسطين في فبراير من عام 1976 حيث كان عضوًا في لجنة تحكيم اتحاد النقاد العرب ممثِلًا لجمعية نقاد السينما المصريين وصحفيًا ممثِلًا لمجلة "الطليعة"، التي كان إغلاقها ختام عمليات الإغلاق في أغسطس من عام 1976.
وهكذا كان لابد من مغادرة مصر في ظل تلك الأجواء الخانقة للحفاظ على المهنة وتطويرها بمتابعة حركة الإنتاج السينمائي في العالم.

## مقابلات

كان اللقاء مع صحيفة المحرر المغربية في 18 أبريل 1976 بداية في سلسلة طويلة من اللقاءات امتدت لعدة عقود.

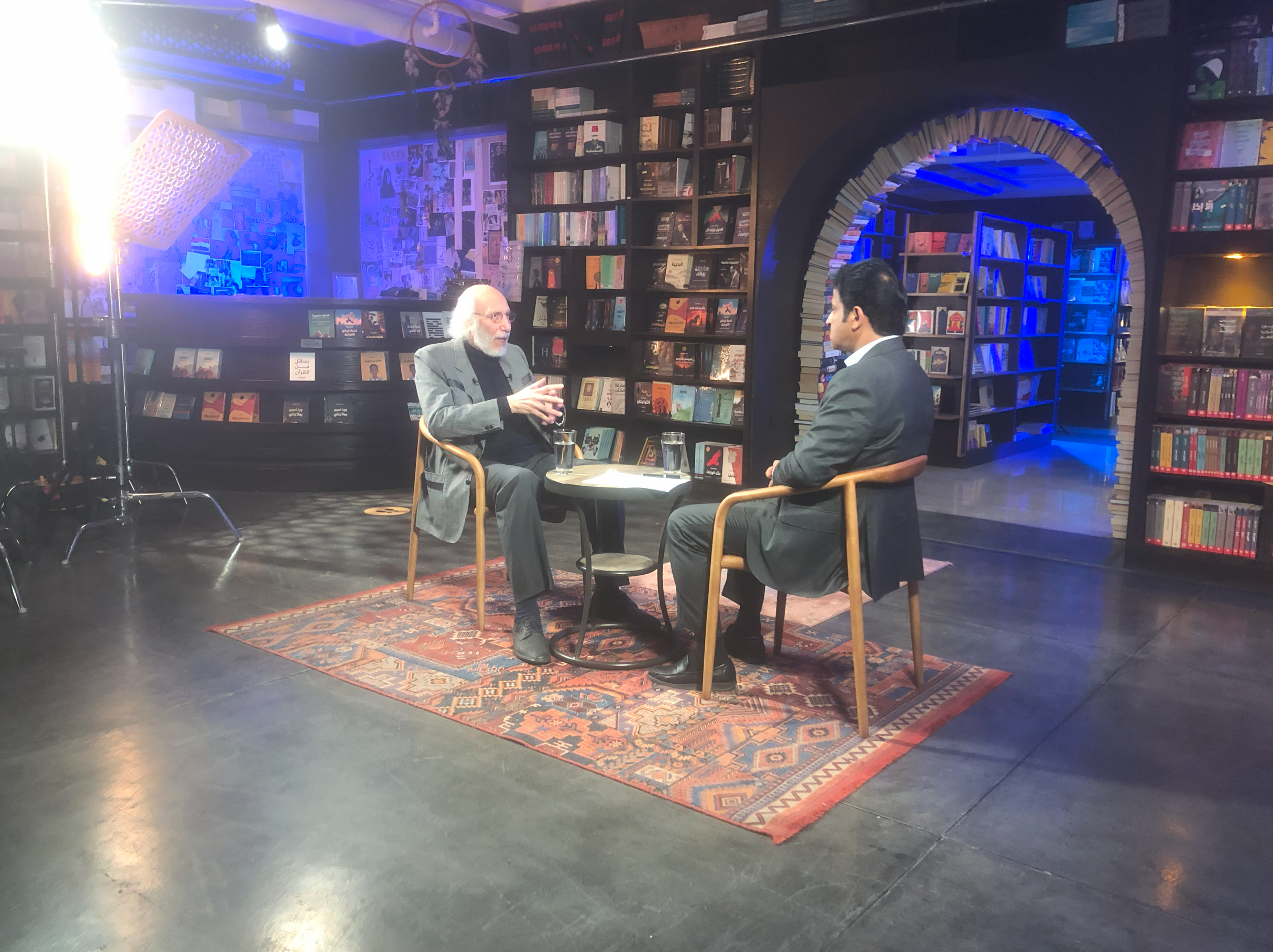
تسجيل حلقتين من برنامج المقابلة لشبكة الجزيرة في نوفمبر 2023.

أجرى الكاتب المغربيّ أحمد المديني لقاء مطولًا مع الفاروق على هامش مهرجان بغداد الدولي الثاني لأفلام فلسطين في مارس من عام 1976 نشره على صفحتين تقريبًا في صحيفة "المحرر" اليومية المغربية في مايو من العام نفسه. وكانت تلك المقابلة الصحفية بداية في سلسلة طويلة من المقابلات الصحفية والإذاعية والتلفزيونية امتدت من القاهرة إلى الكويت والمغرب ومن العراق إلى الهند ومن بريطانيا وقطر إلى الولايات المتحدة.

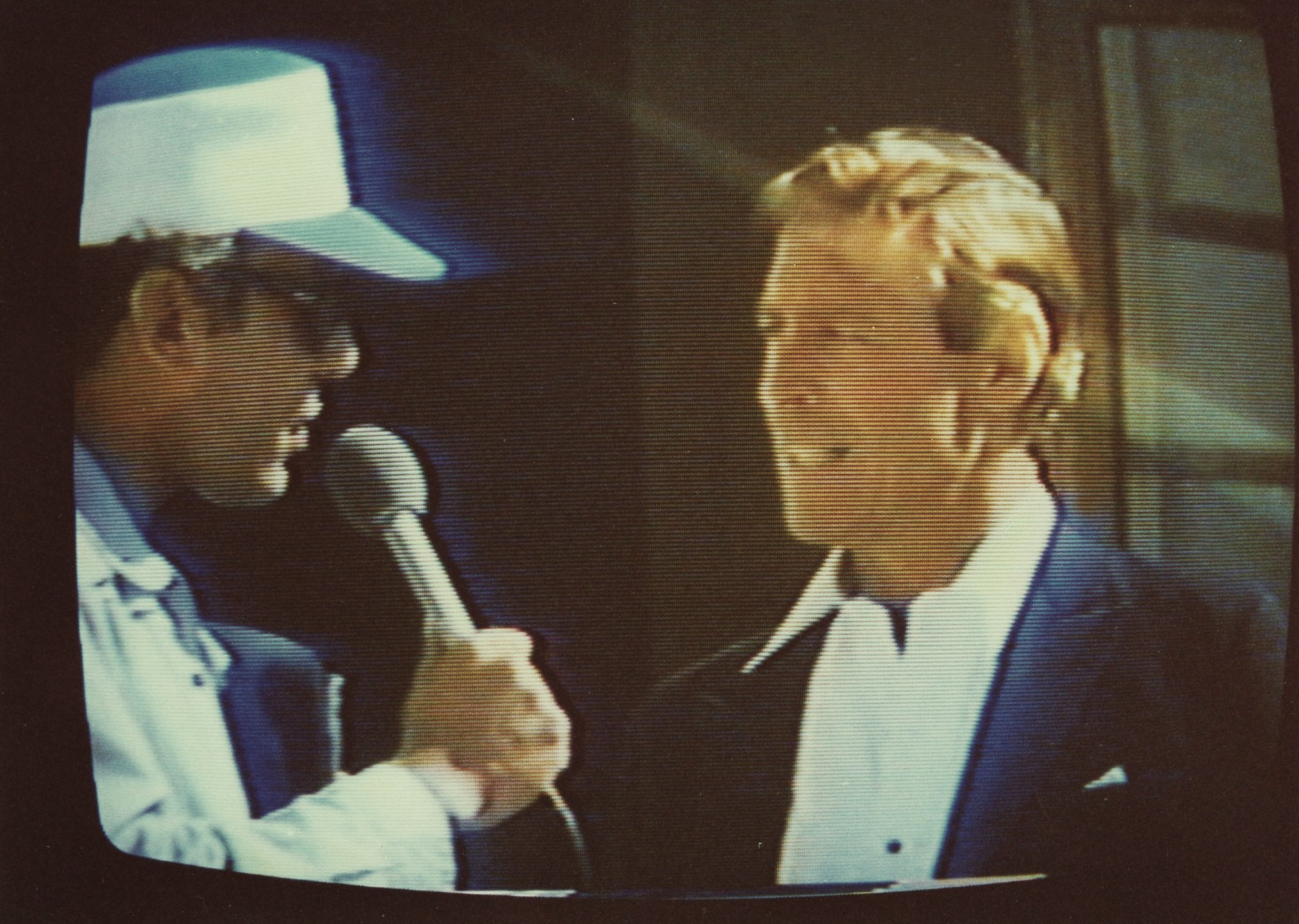
في لقاء مع الممثل جيمس فرانسيسكوس في موقع تصوير فيلم تلفزيوني مع جاكي سميث عن حياة جون كينيدي في سان فرانسيسكو في يوليه 1981.

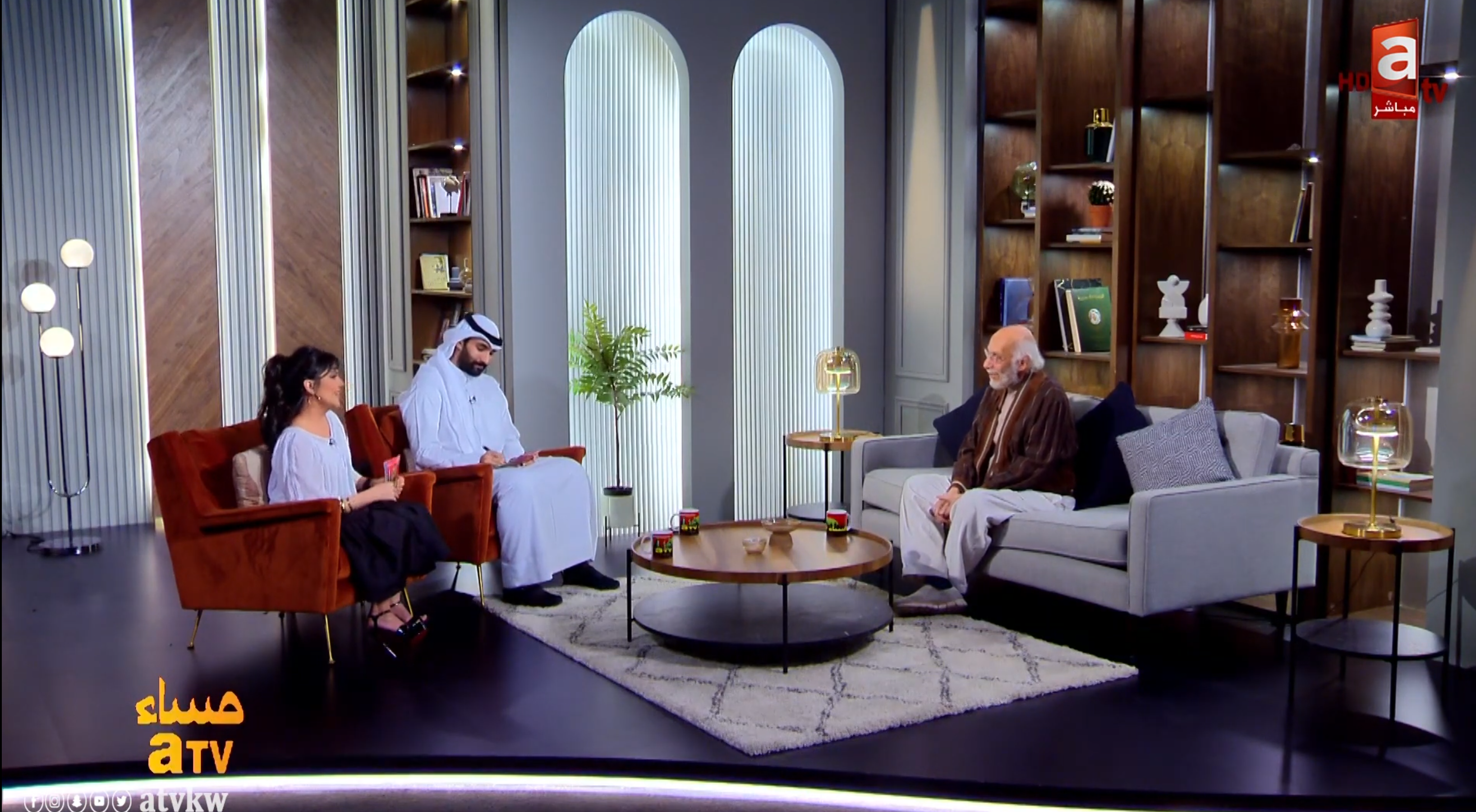
تواصلت اللقاءات التلفزيونية مع الفاروق لأكثر من أربعة عقود. لقطة من لقاء مع قناة ATV في 24 أكتوبر 2023.

وقد شملت المقابلات الأميركية مقابلات صحفية نشرها الصحفي هانك وربا Hank Werba في مجلة "فارايتي" Variety ضمن ملف عن السينما والتليفزيون في الخليج في فبراير من عام 1982. وفي 11 من مارس من عام 1984 نشرت جون بورستن Joan Borsten موضوعًا في صحيفة "لوس أنجلوس تايمز" Los Angeles Times بعنوان Drilling for Dollars in Movie-Mad Kuwait عن التمويل الخليجيّ في صناعة السينما الأميركية تضمّن لقاءً مع الفاروق ركزّت فيه على دوره في نشر الثقافة السينمائية في المنطقة. وعلى ضوء معرفة الفاروق بظروف الإنتاج التليفزيوني والمحاولات السينمائية في المنطقة كلفته مجلة "الفنون والعالم الإسلامي" Arts & the Islamic World الفصلية البريطانية بكتابة ملف حول هذا الموضوع في ربيع عام 1985 ما لبث أن ترجم إلى العربية وقامت وزارة الإعلام الكويتية بنشره في كتاب مستقل في عام 1986. أما المقابلات الإذاعية غير العربية فتشمل إذاعة "صوت أميركا" Voice of America في واشنطن العاصمة في يوليه من عام 1981 وفي مايو 1983 ومايو 1984 على هامش مهرجان كان السينمائي الدولي ثم في إذاعة "الشرق" l'Orient في باريس في أكتوبر من عام 2009. وفي يوليو من عام 2013 استضاف برنامج "همزة وصل" في إذاعة BBC Arabic الفاروق خلال وجوده في لندن للحديث عن مشروع فيلمه عن الاقتصاد الإسلامي،. وكان يقوم وقتها بتصوير لقاءات مع أساتذة من جامعة لندن ومديري مصارف لمشروعه الذي كان آنذاك في مرحلة التطوير.
ولعل المقابلة التي قام بها فريق الجامعة الأميركية في الكويت AUK لمشروع "التاريخ الشفهي" Oral History  .بدءًا من العاشر من فبراير من عام 2023 كانت أطولها فقد استغرقت سبع ساعات في أربعة أيام. وكان محتوى المقابلة هو عرض السيرة الذاتية للفاروق عرضًا أمينًا مسهبًا لنشرها على موقع المشروع على الشبكة الدولية لتعميم الفائدة منها. أعقب ذلك قيام فريق شبكة الجزيرة التلفزيونية، المنتجة لبرنامج المقابلات "المقابلة"، بتسجيل مقابلة لساعتين في الثلاثين من نوفمبر من عام 2023 عن تجارب الفاروق الحياتية والعملية طوال حياته يتم بثها في حلقتين متتابعتين في عام 2024. هذا بالإضافة إلى مقابلة مطوّلة عن ثقافة وتجارب الفاروق قام تلفزيون الكويت بتسجيلها في 19 من فبراير من عام 2024 لتبث في حلقتين في موعد يُحدد لاحقًا من عام 2024.

## بداية جديدة

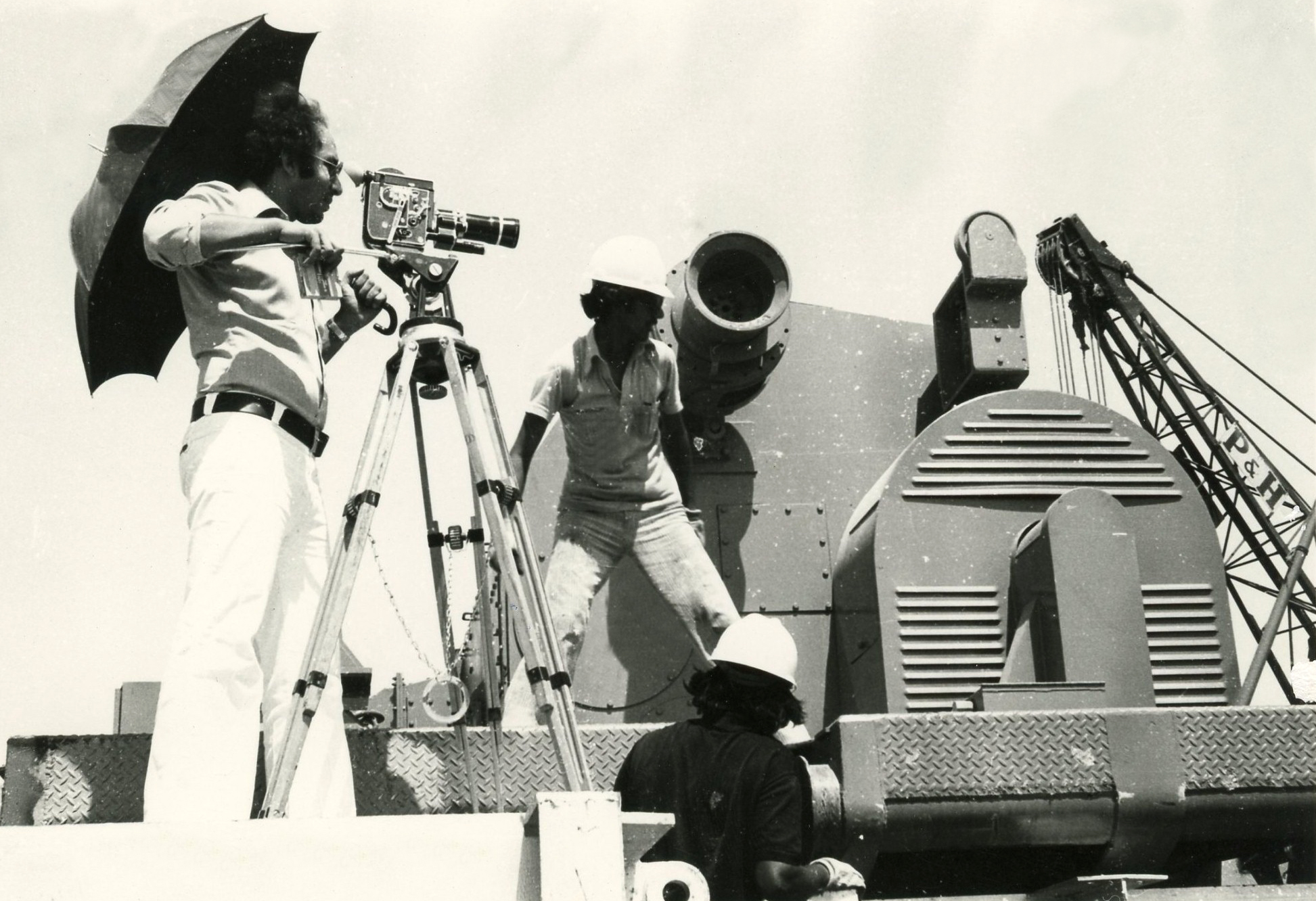
إنتاج أول فيلم لشركة نفط الكويت عن مشروع الغاز المسيّل في عام 1976.

في خريف عام 1976 كان قرارُ الفاروق الاستقرارَ في الكويت علامةً دالّة على اختياره متابعة ما بدأه في مصر. وكانت المهمة الأولى التي كلفته بها شركة نفط الكويت Kuwait Oil Company KOC هي إنتاج ثلاثة أفلام في عامين تغطي بعض أنشطة الشركة وفي مقدمتها فيلم عما وُصف بأنه أكبر مشروع نفطيّ كويتي حتى تاريخه وهو "مصنع الغاز المُسيّل" Liquid Petroleum Gas LPG، ثم آخر عن "البئر الاختباري العميق" Deep Test Well، وأخيرًا فيلم "الحريق" Fire عن الحريق الذي اشتعل في البئر الاختباري العميق ذاته.

## نادي الكويت للسينما

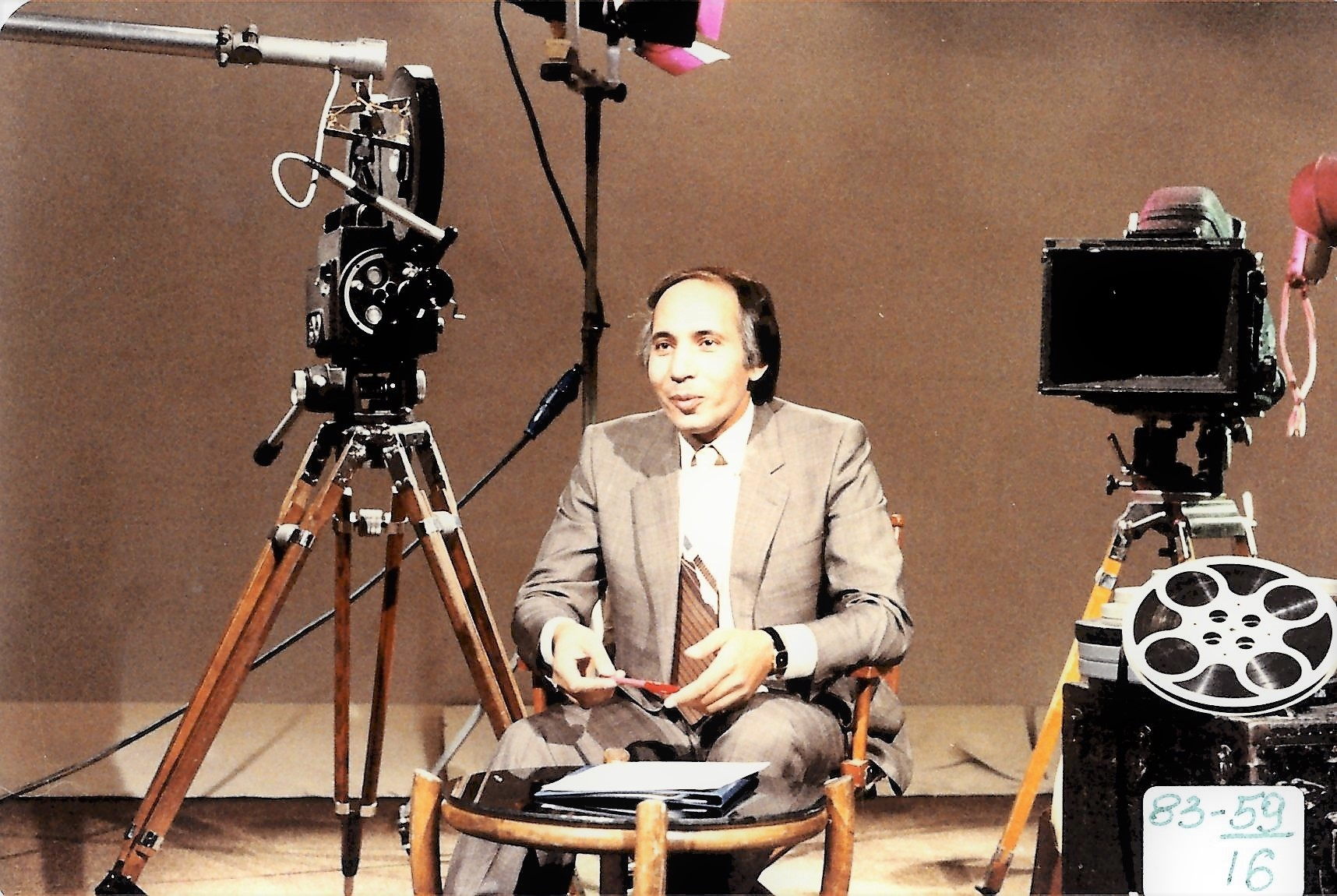
تواصل تقديم برنامج نادي السينما 14 عامًا على شاشة تلفزيون الكويت.

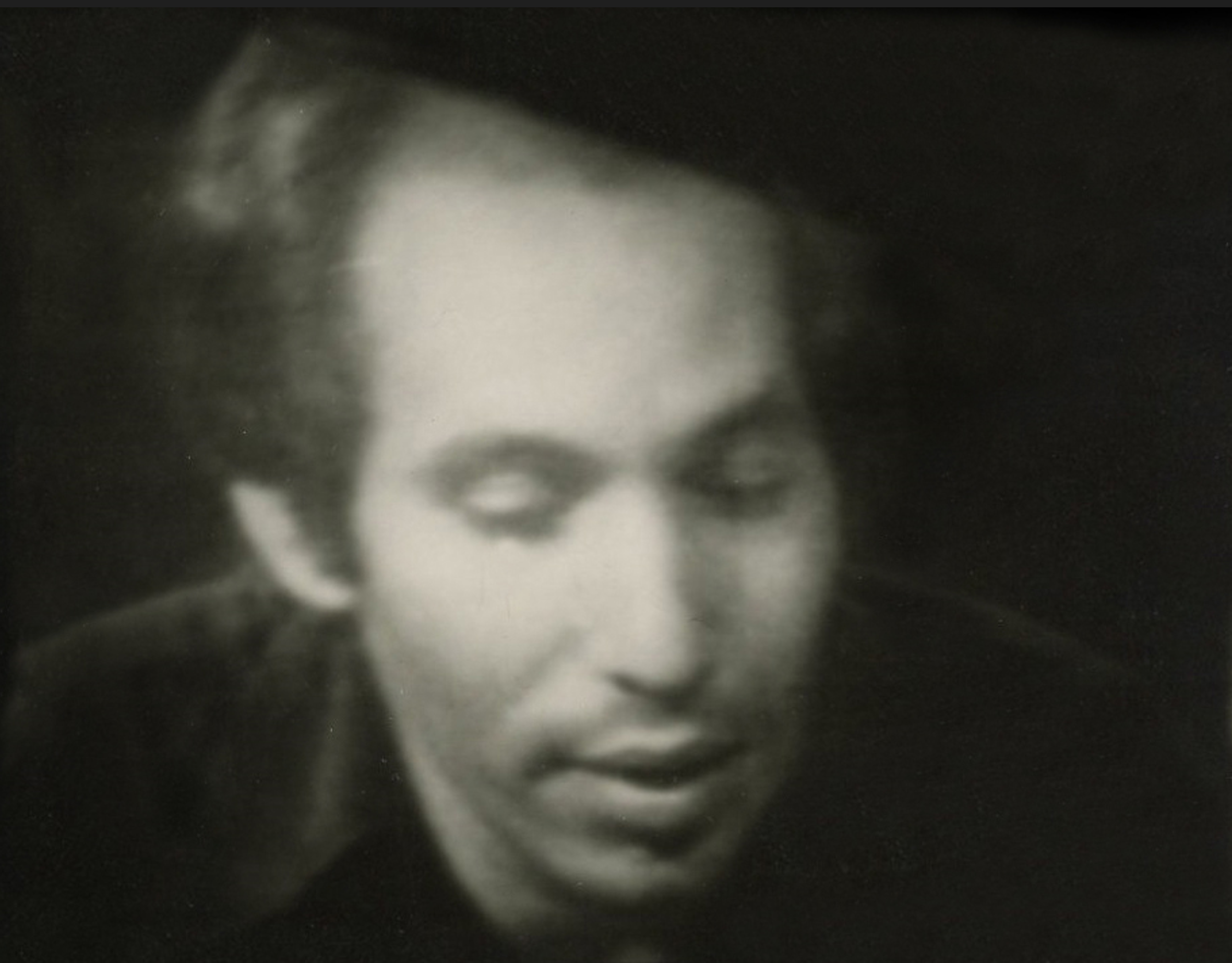
الفاروق بقدم وفد السينما الكوبية على شاشة تلفزيون القاهرة في حلقة من برنامج من أرشيف السينما في 1975.

في مايو من عام 1977 أجرت صحيفة "السياسة" اليومية الكويتية لقاءً مطولًا مع الفاروق تلقى على إثره اتصالًا من أحد أعضاء مجلس إدارة نادي الكويت للسينما، المشهر حديثًا، لكي يلتحق الفاروق بعده في الأول من يوليه من عام 1977 مديرًا مؤسِّسًا للنادي. وكان النادي أول جمعية نفع عام يتم تأسيسها في منطقة الخليج بهدف نشر الثقافة السينمائية. وقد استمر نشاط الفاروق في النادي لستة عشر عامًا تالية.
```

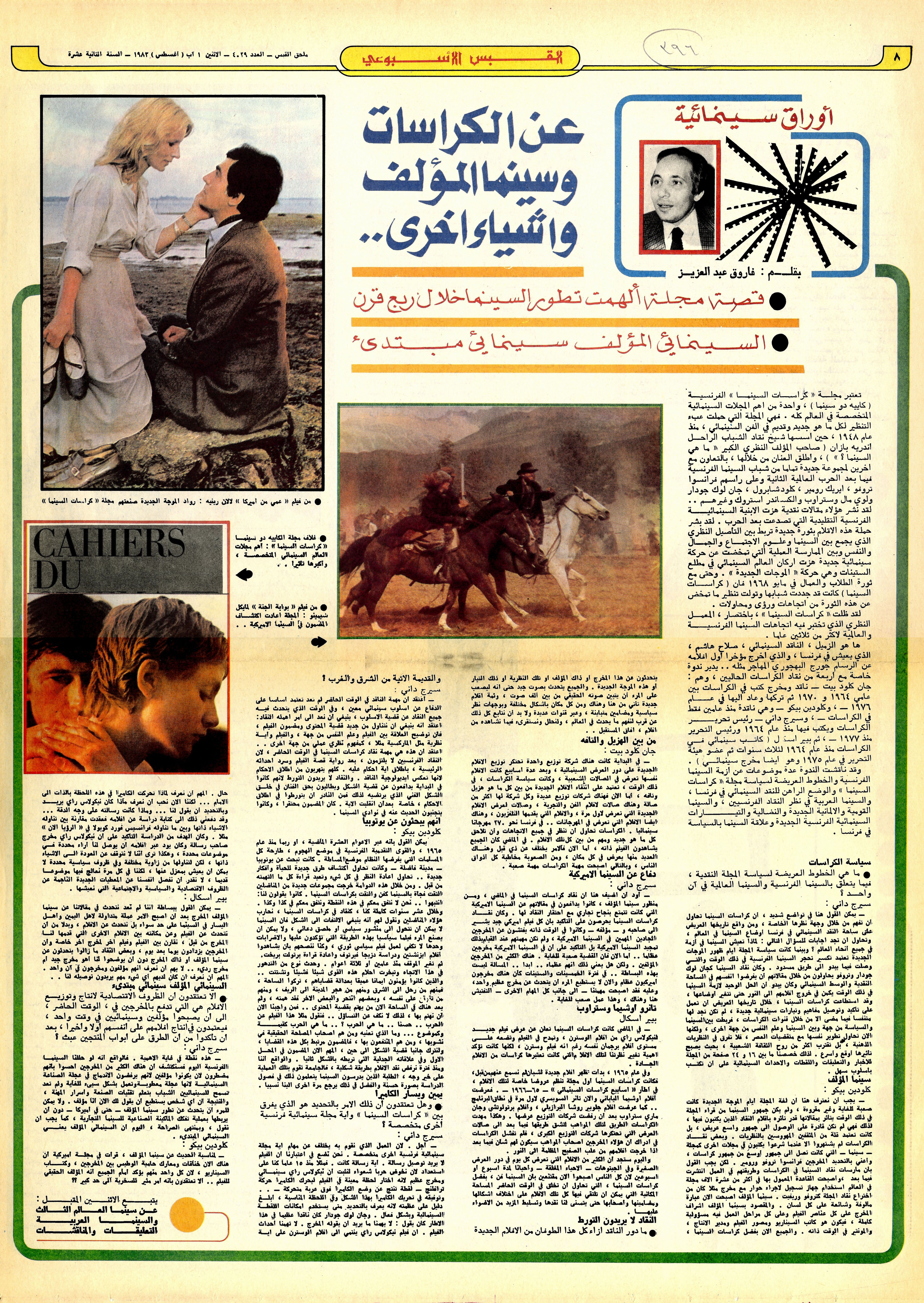
لنحو عشر سنوات كان الفاروق يحرر صفحة سينمائية كاملة في صحيفتين كويتيتن بالعربية.

وكانت حصيلة تجربة النادي ثرية إلى أبعد الحدود: فقد تم تنظيم أكثر من 60 مهرجانًا وحدثًا سينمائيًا كما تم تقديم سينمات قومية في المنطقة لأول مرة. كان النادي هو المكان الوحيد المهيأ للاطلاع على تجارب جديدة بما في ذلك عروض من السينما العربية والأميركية المستقلة والبريطانية والفرنسية والأسترالية وغيرها. ولعله كان واحدًا من أضخم المهرجانات التي نظمها النادي مهرجان السينما الفلسطينية في الفترة ما بين 18 إلى 27 ديسمبر من عام 1982، وهو المهرجان الذي جمع سينمائيين من ثلاث قارات مع إنتاجهم المتنوع والذي يلتقي حول عرض عدالة القضية الفلسطينية والظلم الذي تعرض له الشعب الفلسطيني طوال خمسة وثلاثين عامًا.   
```

وقد استضاف النادي عددًا كبيرًا من الشخصيات السينمائية عبر تاريخه. وفي واحد من أهم مهرجاناته في مايو من عام 1983 اجتمعت ثلاثة أجيال من مخرجي السينما المصرية لم تجتمع قط في حدث سينمائيّ سابق؛ من أحمد كامل مرسي إلى صلاح أبو سيف ومن يوسف شاهين إلى شادي عبد السلام ومن كمال الشيخ إلى عاطف الطيب وهاشم النحّاس.
```

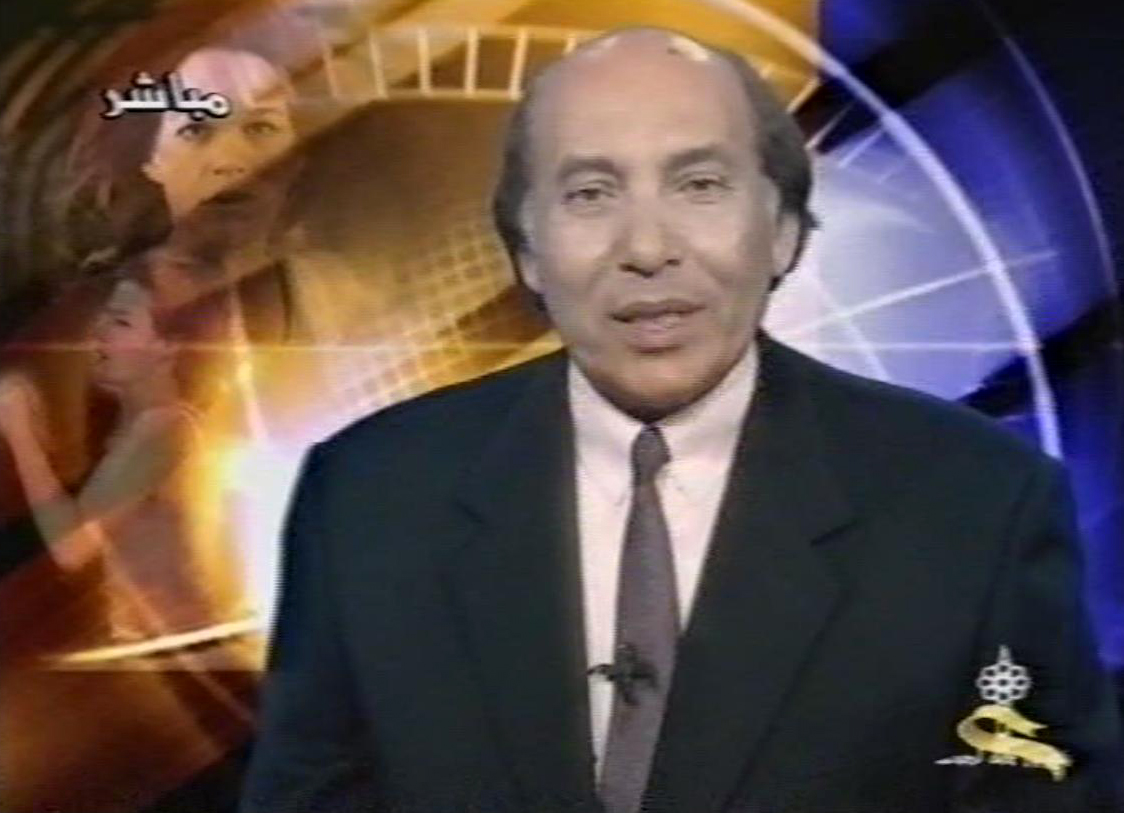
افتتحت الألفية الجديدة ببرنامج عيون السينما.

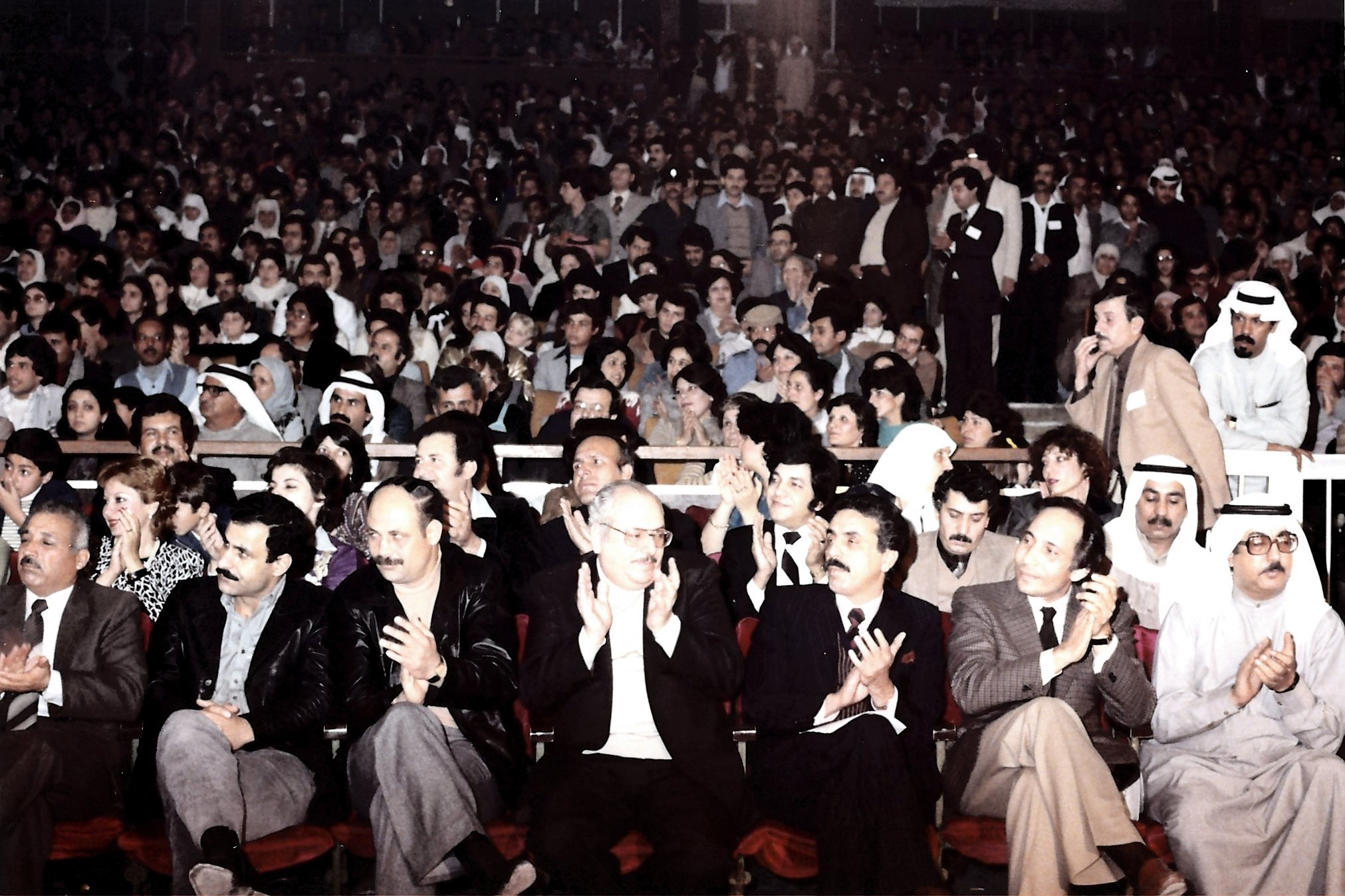
شهدت الكويت في ديسمبر 1982 أكبر مهرجان دولي للسينما الفلسطينية قام بتنظيمه نادي الكويت للسينما.

ومن العالم حضر كثيرون في مقدمتهم أنطوني كوين Anthony Quinn وفانيسا ردجريف ومرينال Mrinal Sen وأبارنا سن Aparna Sen وآخرون من الاتحاد السوفييتي ومن دول البلقان. وقد أسهمت مطبوعات النادي الدورية ونشراته المرافقة لأنشطته في نشر الوعي بأهمية الثقافة السينمائية في المنطقة

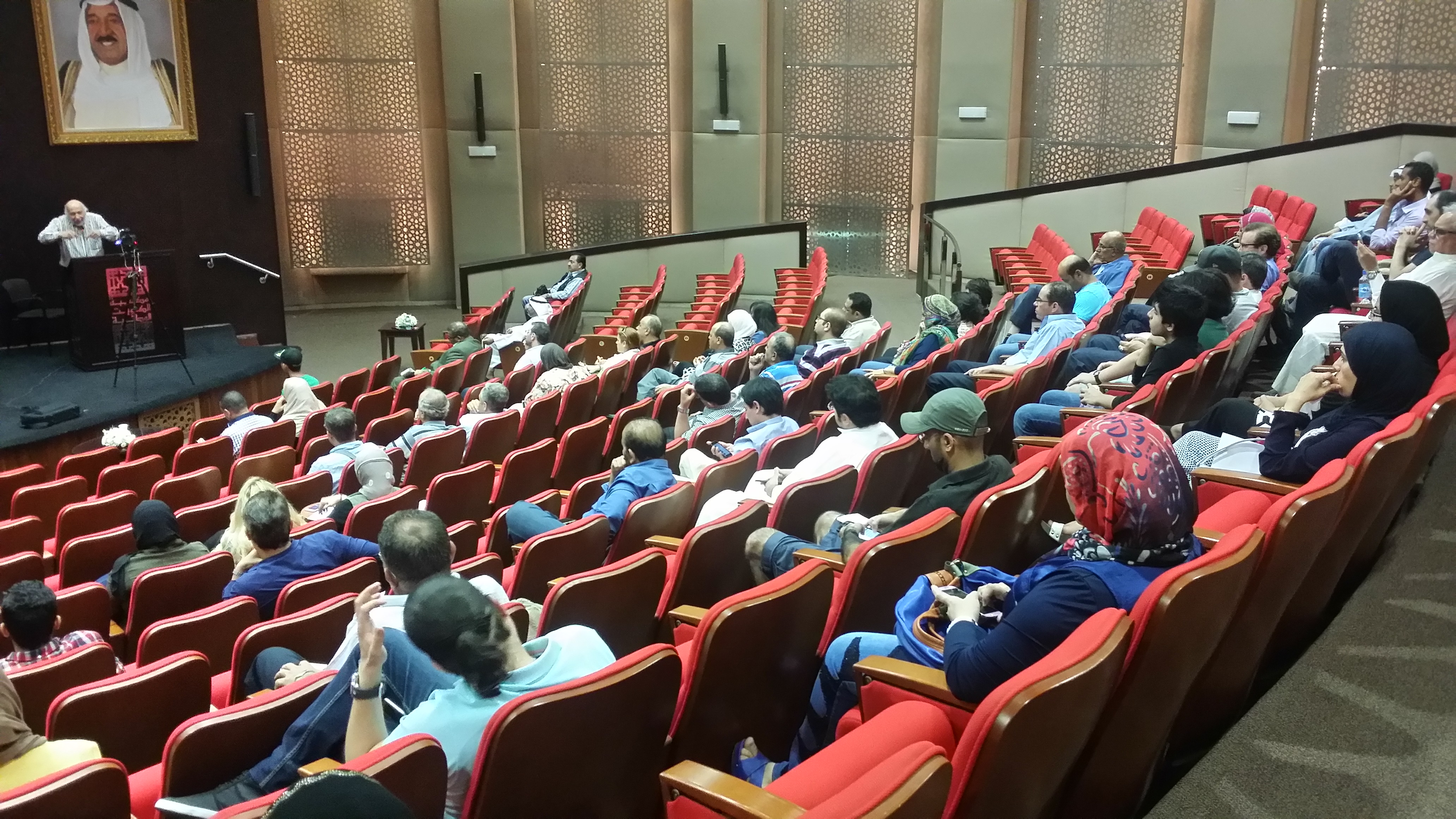
ظل الفاروق لأكثر من أربعة عقود يقدم محاضرات وندوات سينمائية.

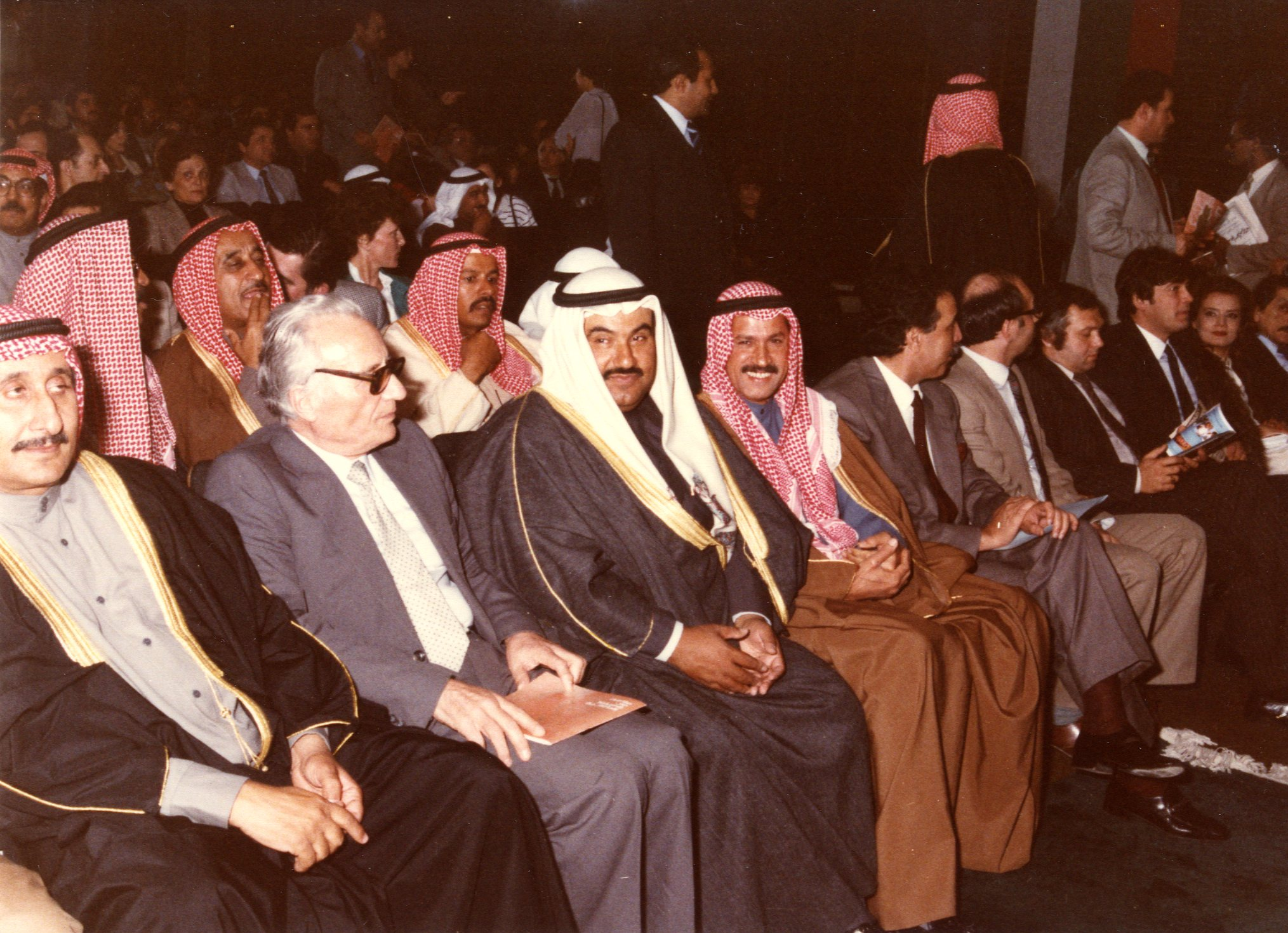
كانت مهرجانات نادي الكويت للسينما تحظى باهتمام كبير من وزارة الإعلام الكويتية في الثمانينيات وعلى رأسها وزير الإعلام آنذاك سمو الشيخ ناصر المحمد.

[
25
]
[
26
]
[
27
]
 مما أدى إلى إنشاء تجمعّات سينمائية أخرى.
[
28
]
[
29
]
 وهكذا قام النادي بتقديم المشورة لتأسيس نادي البحرين للسينما في عام 1981. وفي عام 2009 دعي الفاروق ليكون مستشارًا لنادي الكويت للسينما.
[
30
]
```

## فانيسا

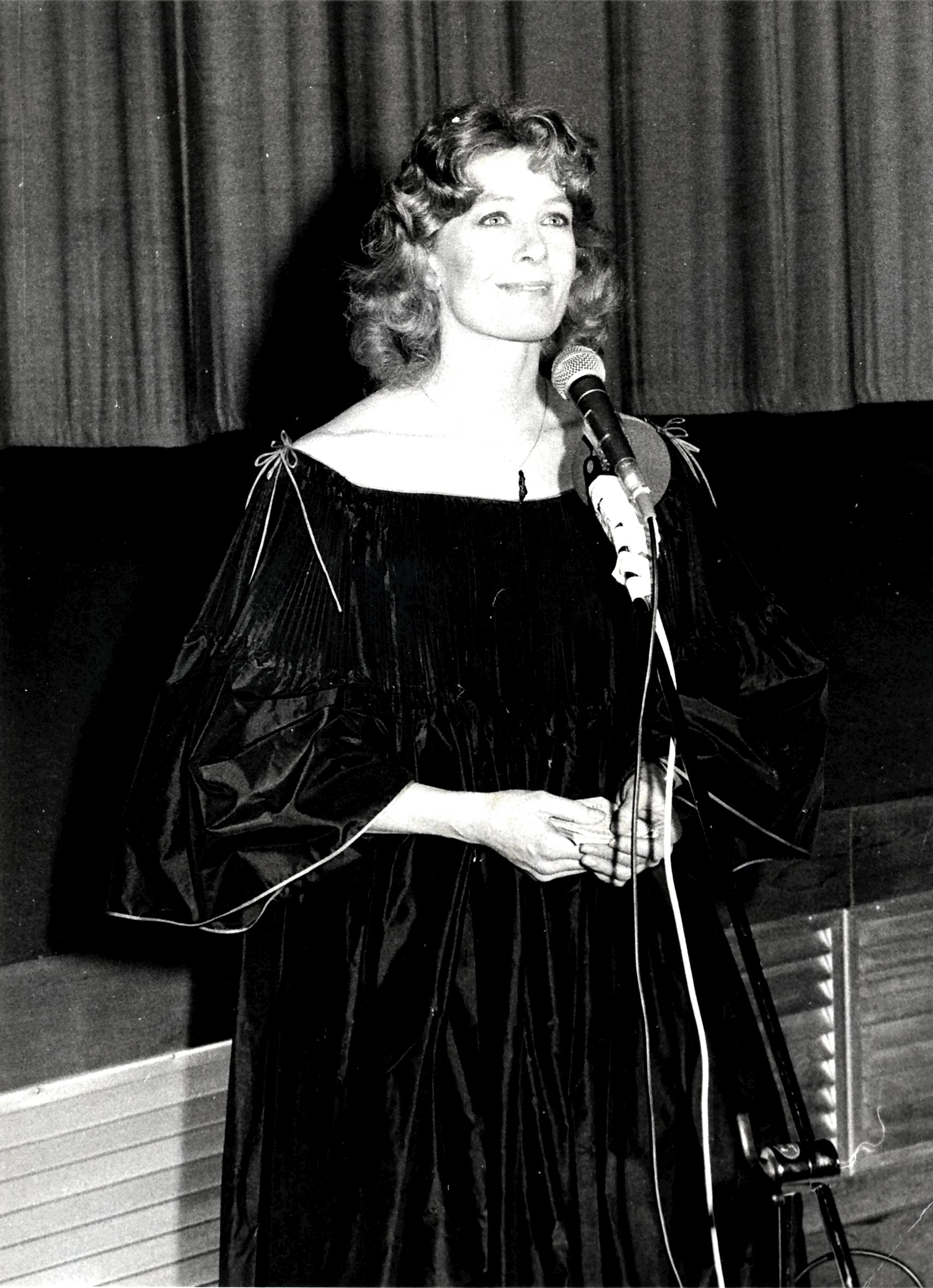
فانيسا ردجريف تقدم فيلمها الفلسطيني في الكويت في 31 مارس 1979 وقد حرصت على ارتداء الزي الذي ارتدته عند تسلمها جائزة الأوسكار. أما العُقد على صدرها فهو لخريطة فلسطين.

لعلها واحدة من أهم المشاركات في الدورة الثالثة من مهرجان بغداد الدوليّ لأفلام فلسطين في مارس من عام 1978؛ مشاركة الممثلة والسياسية البريطانية فانيسا ردجريف. وكانت فانيسا عائدة للتو مع فريقها من تصوير جديد في مخيمات اللاجئين وقواعد الثوار في جنوب لبنان برفقة فيلمها الوثائقيّ "الفلسطينيّ" The Palestinian من إخراج روي باترسبي Roy Battersby.

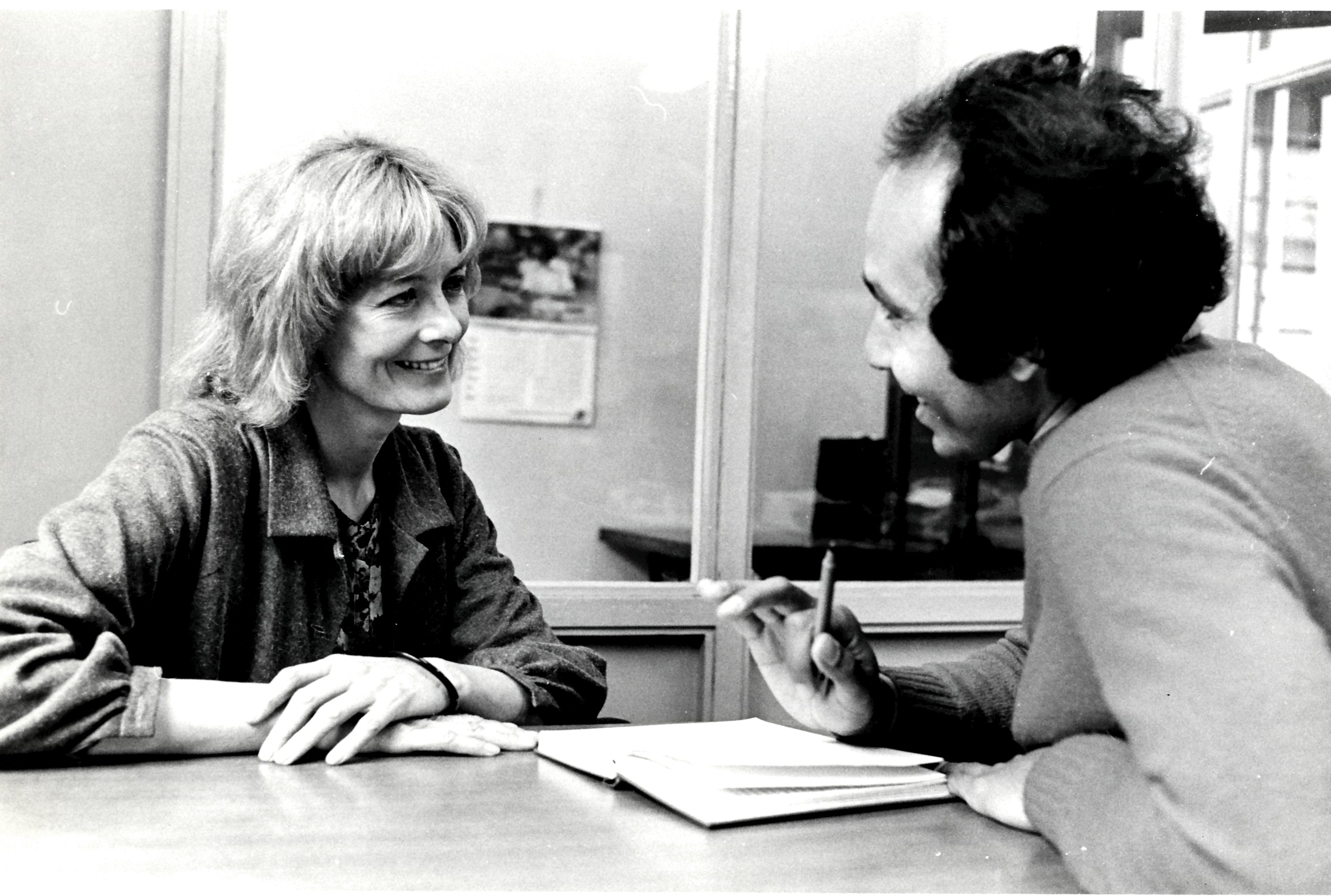
لقاء صحفي مع فانيسا ردجريف في لندن في 1978.

بعد مشاهدة الفيلم المحمّل بشحنات ثورية نابضة قام الفاروق بعقد لقاء صحفي نشره بالإنجليزية في صحيفة Arab Times الكويتية ثم قام بترجمته بعدها لينشر بالعربية في يومية "السياسة" الكويتية في أبريل من عام 1978. وبناءً على طلب تلفزيون بغداد قام بتسجيل لقاء تليفزيوني معها بثّه التليفزيون مرات عدة خلال المهرجان.
```

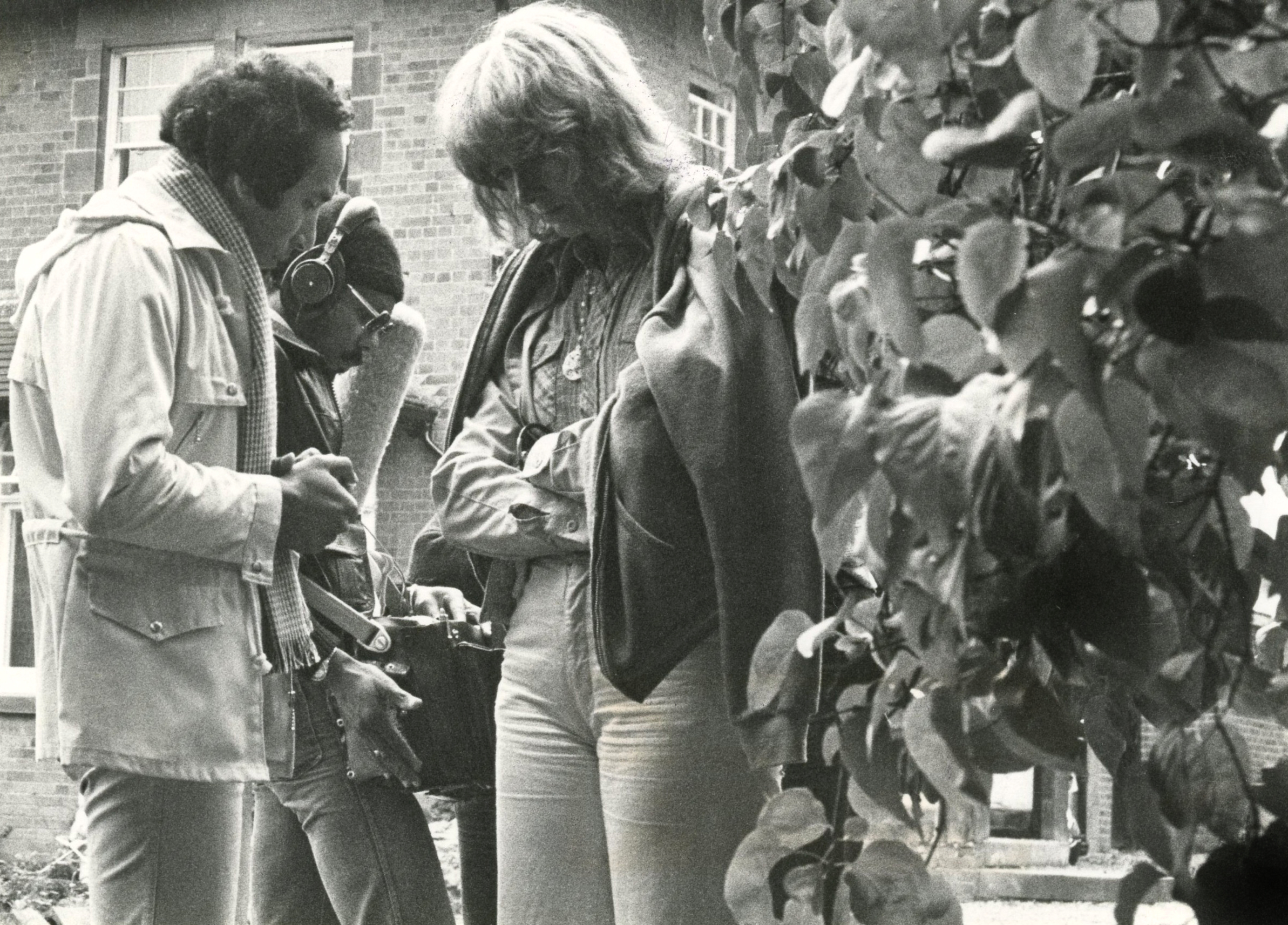
مع فانيسا في اليوم الأول من تصوير فيلم فانيسا تتحدث مع فاروق عبد العزيز بالقرب من قرية بارويتش شمال إنجلترا في صيف 1978.

غير أن الضجة الكبرى التي أثارتها "رابطة الدفاع عن السمعة" Anti-Defamation League في الولايات المتحدة ضد ترشيحها كأحسن ممثلة مساعدة عن أدائها الممتاز في فيلم فريد زينمان Fred Zinnemann "جوليا" Julia (1977) ضمن جوائز الأكاديمية الأميركية (الأوسكار) بسبب مواقفها المؤيدة للحق الفلسطيني، قد تعاظمت إثر فوزها بالجائزة وما أعلنته في خطاب قبولها أمام 180 مليون مشاهد مساء 3 أبريل 1978 – كان هذا كله الدافع الرئيس وراء السعي نحو إنتاج فيلم وثائقيّ عن مسيرتها كممثلة وامرأة سياسية. وعندما اقترح الفاروق علي فانيسا المشروع في مايو من عام 1978 أخذ المشروع طريقه إلى التنفيذ بالمشاركة مع شركة New Park Productions الإنجليزية، وتم اختيار روي باترسبي لإخراج الفيلم وكريس منجس Chris Menges  كمدير للتصوير مع قيام الفاروق بكتابة الفيلم وإجراء المقابلات. وقد استغرق إنتاج الفيلم قرابة عامين بسبب انشغال فانيسا بتصوير فيلم CBS التليفزيونيّ "العزف لكسب الوقت" Playing for Time.
```

في الثلاثين من مارس من عام 1979 وصلت فانيسا ردجريف إلى الكويت بدعوة من الفاروق وباستضافة من صحيفة "الوطن" الكويتية ورئيس تحريرها محمد مساعد الصالح، حيث قامت بتقديم فيلمها "الفلسطيني" لجمهور هائل. وخلال الزيارة قام الفاروق بتسجيل مقابلة مطولة معها بثها تلفزيون الكويت . وقد أُستقبلت فانيسا استقبالًا حافلًا على المستويين الشعبي والرسمي. وكان لافتًا استقبال ولي عهد الكويت آنذاك الشيخ سعد العبدالله لها، بصحبة الفاروق ونائب رئيس تحرير "الوطن" جاسم محمد المطوع. وما إن أجابت فانيسا خلال هذا اللقاء عن سؤال لمضيفها الكبير حول مشروعها القادم بقولها إنه إنتاج فيلم آخر عن القضية الفلسطينية حتى بادر الشيخ سعد على الفور إلى التبرع بميزانية الفيلم. وهكذا تمكنت فانيسا من إنتاج "فلسطينيون في الأرض المحتلة" في عام 1982. كما استقبلها بعد ذلك، برفقة الصحبة نفسها، وزيرُ الدولة عبد العزيز حسين.
اكتمل إنتاج فيلم "فانيسا تتحدث مع فاروق عبد العزيز" Vanessa Talks with Farouk Abdul-Aziz في عام 1980 ليعرض بعدها في عدد من القنوات الأوروبية الشرقية والعربية. ويوثّق الفيلم الظهور الأخير للسير مايكل ردجريف Sir Michael Redgrave على الشاشة حيث لعب مقطعًا من المشهد الأخير الذي يلتقي فيه الملك لير مع ابنته كورديليا في مأساة شيكسبير "الملك لير".
في كتابها الصادر في عام 1991 بعنوان "فانيسا ردجريف: سيرة ذاتية" Vanessa Redgrave: An Autobiography تتناول فانيسا الظروف التي رافقت إنتاج الفيلم ثم مبادرة الفاروق بدعوتها لزيارة الكويت خلال الإنتاج.

## العقاد

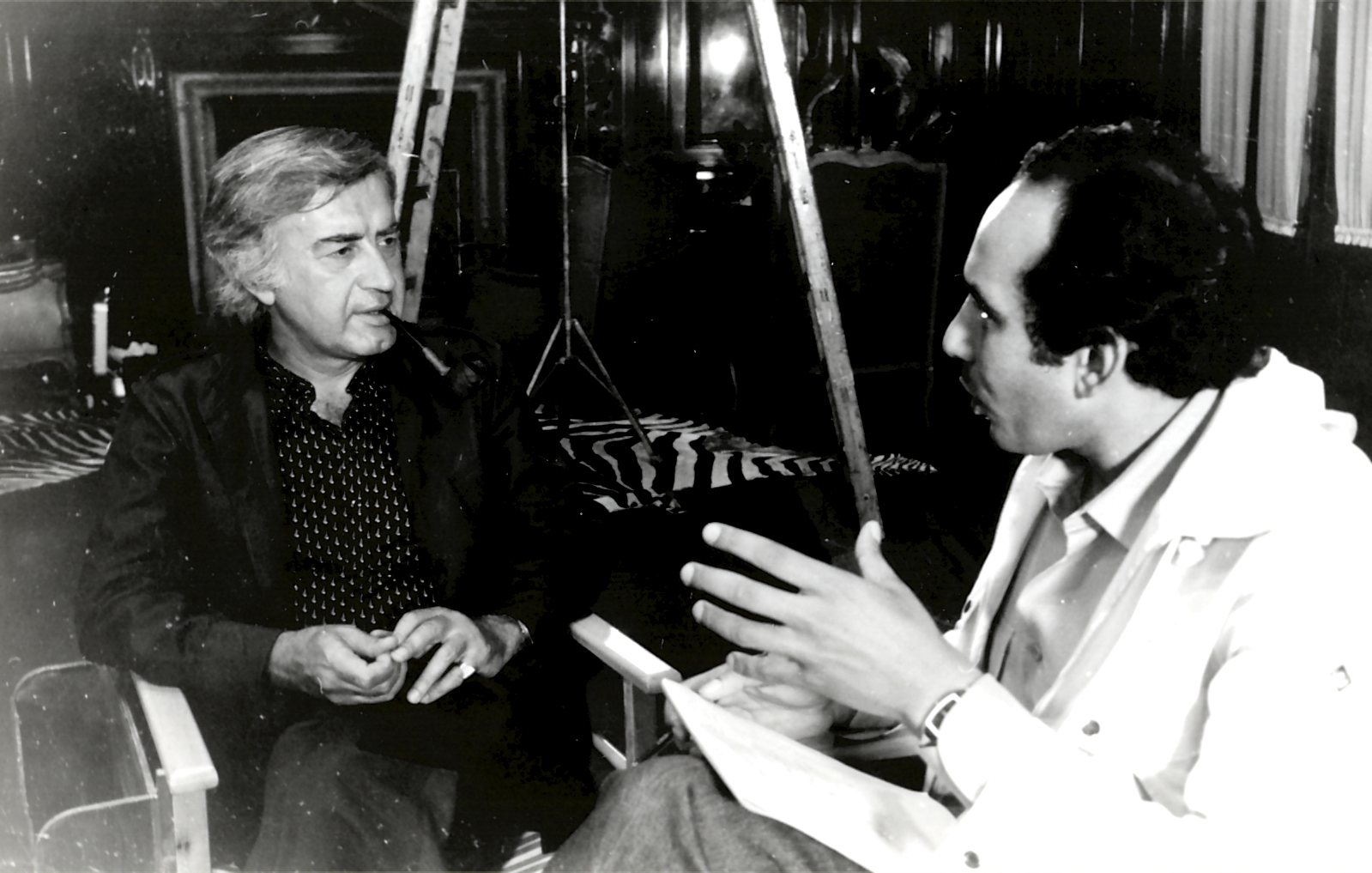
حوار مع المنتج المخرج مصطفى العقاد أثناء تصوير مشاهد روما لفيلمه عمر المختار في 1979.

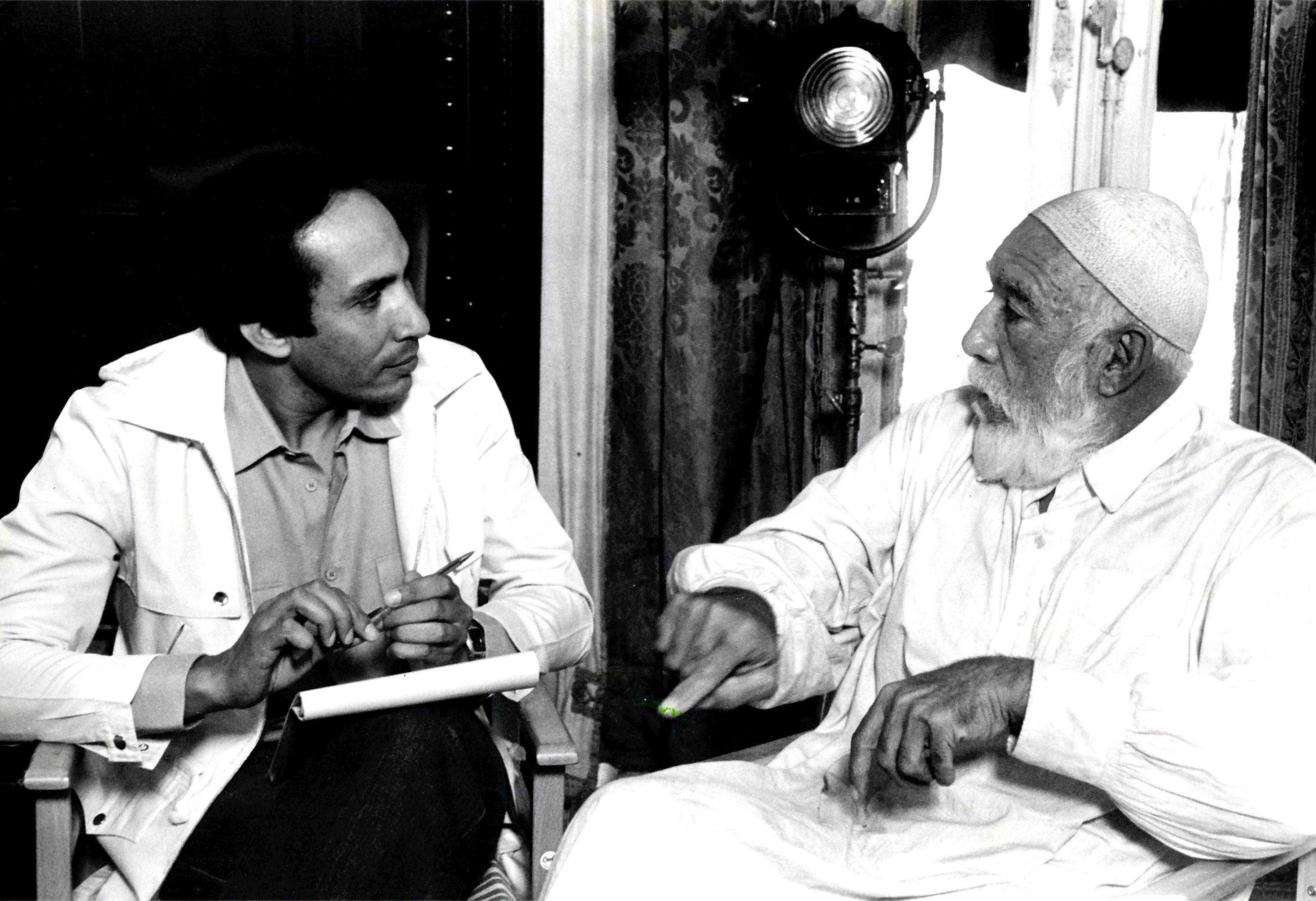
لا يمكن أن تشبع أبدًا من جلسة حوار واحدة مع أنتوني كوين. هنا في روما 1979 يصور لقاء مع الفاروق لفيلمه كيف صنع فيلم عمر المختار.

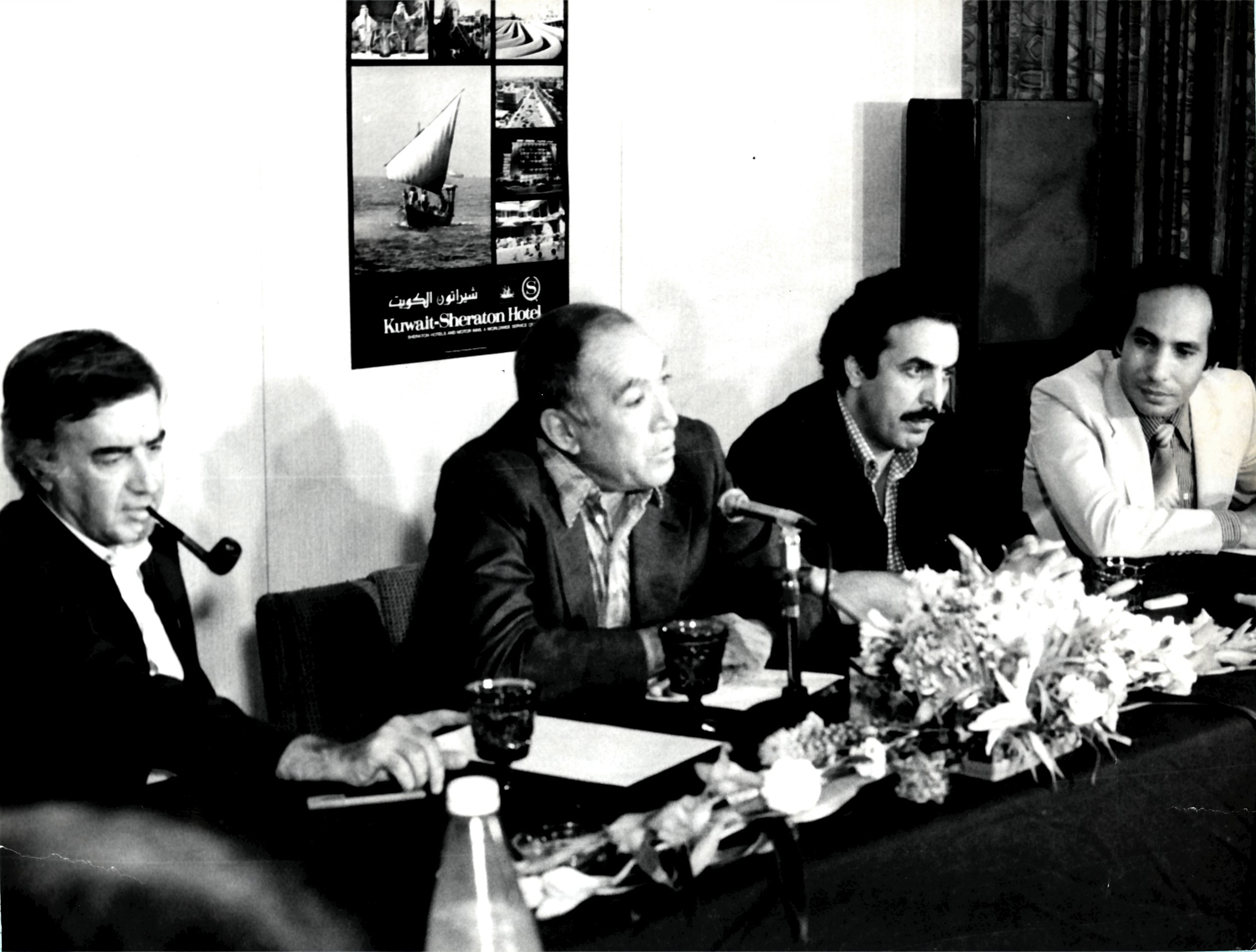
المؤتمر الصحفي لفيلم عمر المختار ليلة العرض الأول في الكويت في 1981. من اليسار مصطفى العقاد وأنتوني كوين ومحمد السنعوسي والفاروق عبد العزيز.

قرب نهاية عام 1978 تعاقدت شركتا Falcon International/Tring Entertainment في الولايات المتحدة وبريطانيا مع الفاروق لكتابة وإنتاج فيلم يوثّق إنتاج الفيلم الهوليودي الضخم"عمر المختار: أسد الصحراء" Lion of the Desert[3] من إنتاج وإخراج مصطفى العقاد. وقد شملت اللقاءات نخبة من العاملين أمام وخلف الكاميرا من الفائزين بجوائز الأكاديمية الأميركية (الأوسكار) كأنتوني كوين ورود ستايجرRod Steiger ومدير التصوير جاك هيلديارد Jack Hildyard ثم الممثل أوليفر ريد Oliver Reedبالإضافة إلى مصطفى العقاد. وعُرض الفيلم الوثائقيّ "كيف صُنع فيلم عمر المختار" The Making of Lion of the Desert في عام 1981 في نسختين أصليتين بالعربية والإنجليزية.

## "نادي السينما"
بدأ بث برنامج "نادي السينما" على شاشة القناة الثانية بتليفزيون دولة الكويت في أكتوبر من عام 1979 بتقديم فيلم فريد زينمان "رجل لكل العصور" A Man for All Seasons (1966). وعلى الفور حقق البرنامج الذي كان يكتبه ويقدمه الفاروق نجاحًا كبيرًا داخل الكويت وفي مناطق، كانت تستقبل البث اعتمادًا على الطقس، في جنوب العراق والمنطقة الشرقية في السعودية وفي البحرين وقطر. وقد شملت قائمة ضيوف البرنامج فانيسا ردجريف وأنتوني كوين، الذي قام الفاروق بدعوته لزيارة الكويت عقب الانتهاء من تصوير لقاءات الفيلم الوثائقيّ "كيف صُنع فيلم عمر المختار" في روما، بالإضافة إلى ضيوف كثيرين من الإتحاد السوفييتي وأوروبا الشرقية والعالم العربيّ. وقد قدم البرنامج واحتفى بسينمات لم يسمع عنها أحد بين محبي السينما في المنطقة من الصين ورومانيا ومن المجر وإيطاليا ومن ألمانيا والسويد ومن الاتحاد السوفيتي وشمال أفريقيا، هذا بالإضافة إلى السينما المستقلّة مع نخبة من أفلام هوليوود ذائعة الصيت. وقد تجلّى تأثير البرنامج (1979 – 1992)، بما كان يقدمه من نقد موضوعي منهجيّ في تطوير تناول الأفلام، في الصحافة الكويتية والاهتمام بالمهرجانات والملتقيات السينمائية الجادة وتنمية جيل من عشاق السينما الجادين في المنطقة . وقد أضحى هؤلاء راغبين في دراسة هذا الفن دراسة علمية. حتى موسيقى العناوين في بداية البرنامج، وهي مفتتح الحركة الرابعة من سيمفونية "العالم الجديد" لأنتونين دفوراك Antonín Dvořák – قد أصبحت إلى اليوم المقطع المفضل لهؤلاء العشاق .
وقد عاد البرنامج إلى شاشة القناة الفضائية الكويتية لمدة عام في 2001 – 2002.

## تحكيم

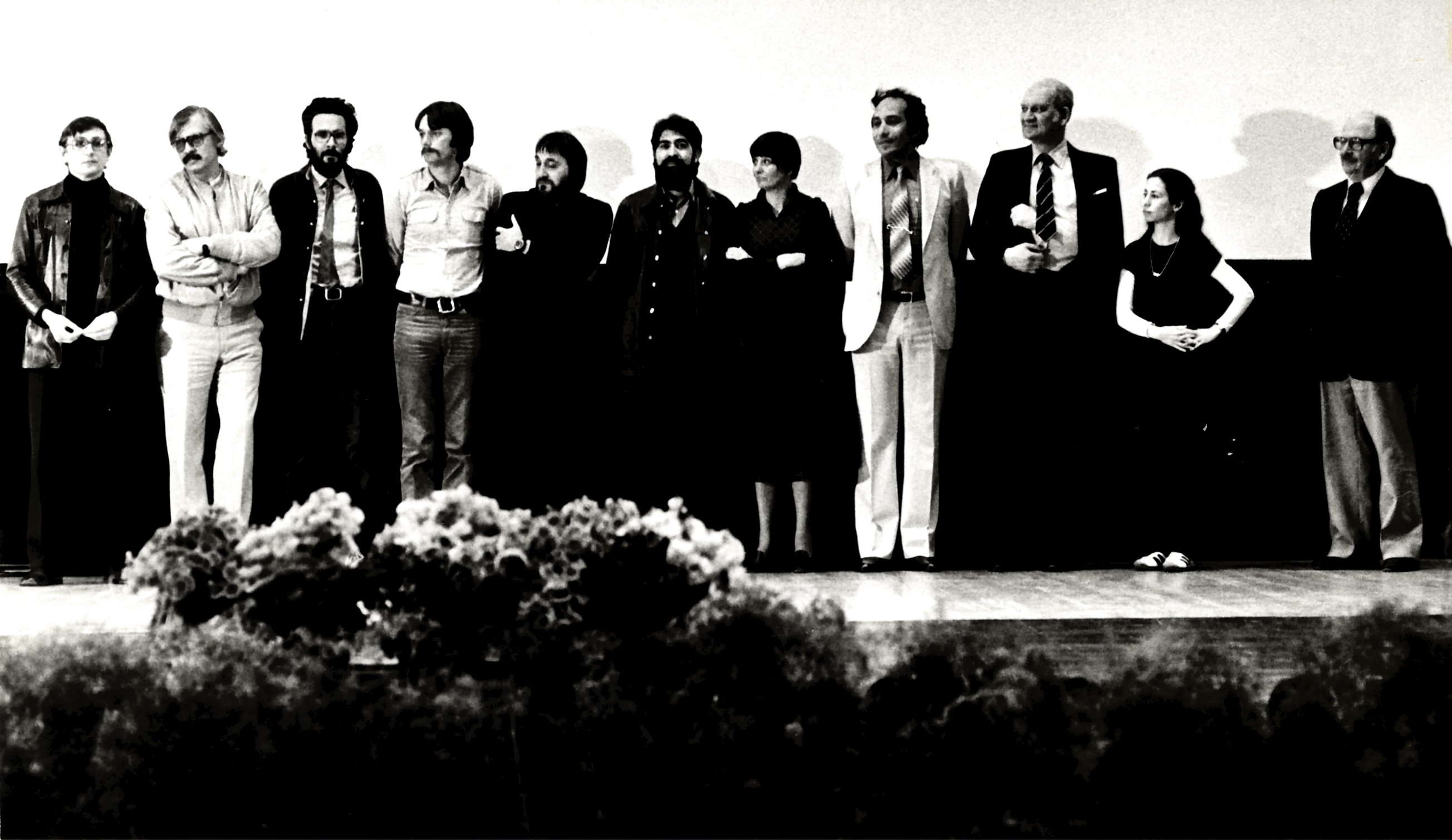
الفاروق (الرابع من اليمين) مع أعضاء لجنة التحكيم الدولية في افتتاح مهرجان أوبرهاوزن للأفلام الوثائقية والقصيرة في ألمانيا في أبريل 1980.

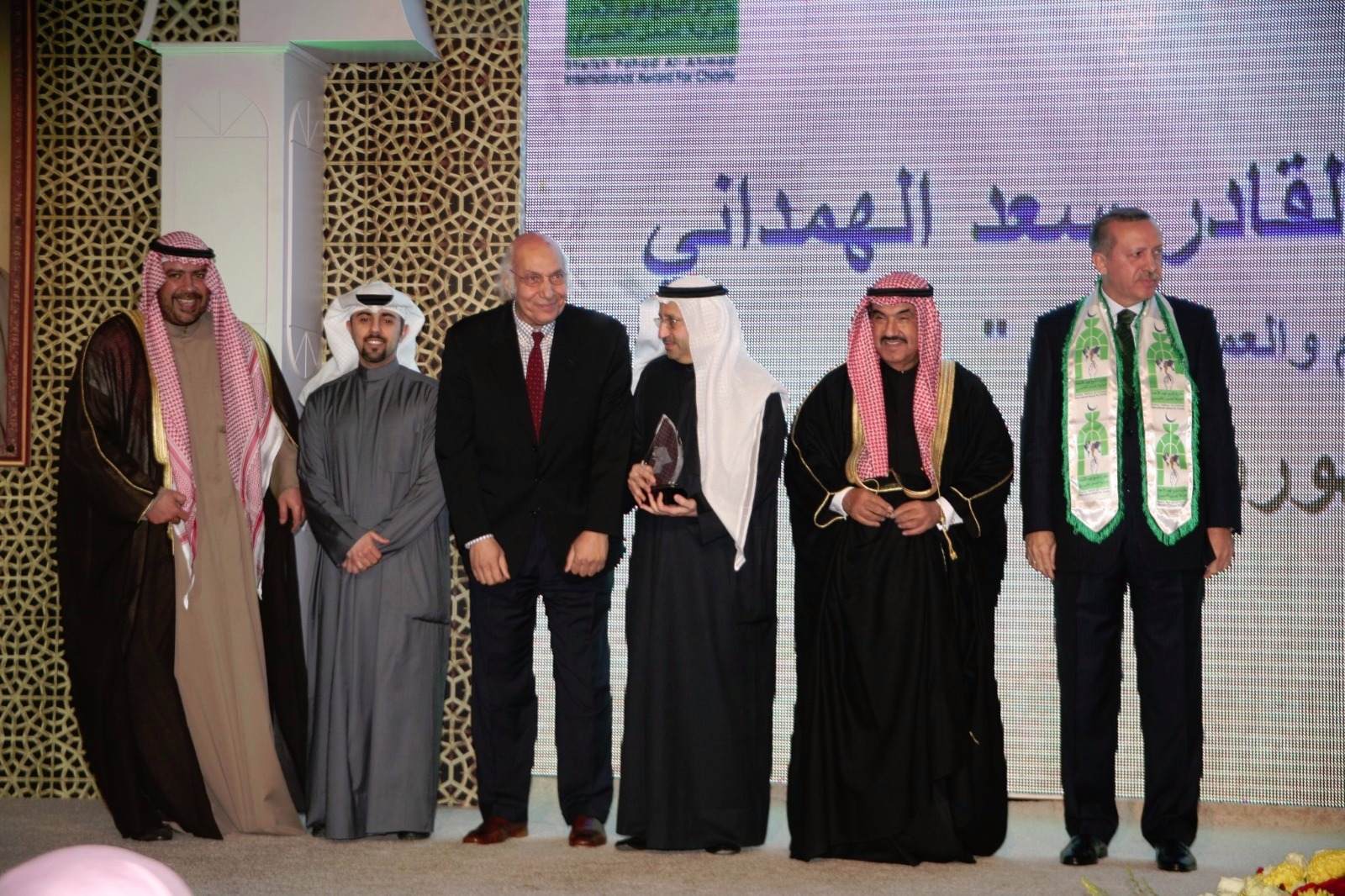
استلام جائزة العمل الدعوي المتميز في 2010 بحضور رئيس وزراء تركيا إردوغان ورئيس وزراء الكويت سمو الشيخ ناصر المحمد والشيخ أحمد الفهد رئيس الجائزة وعبد الرحمن وفهد السعيد.

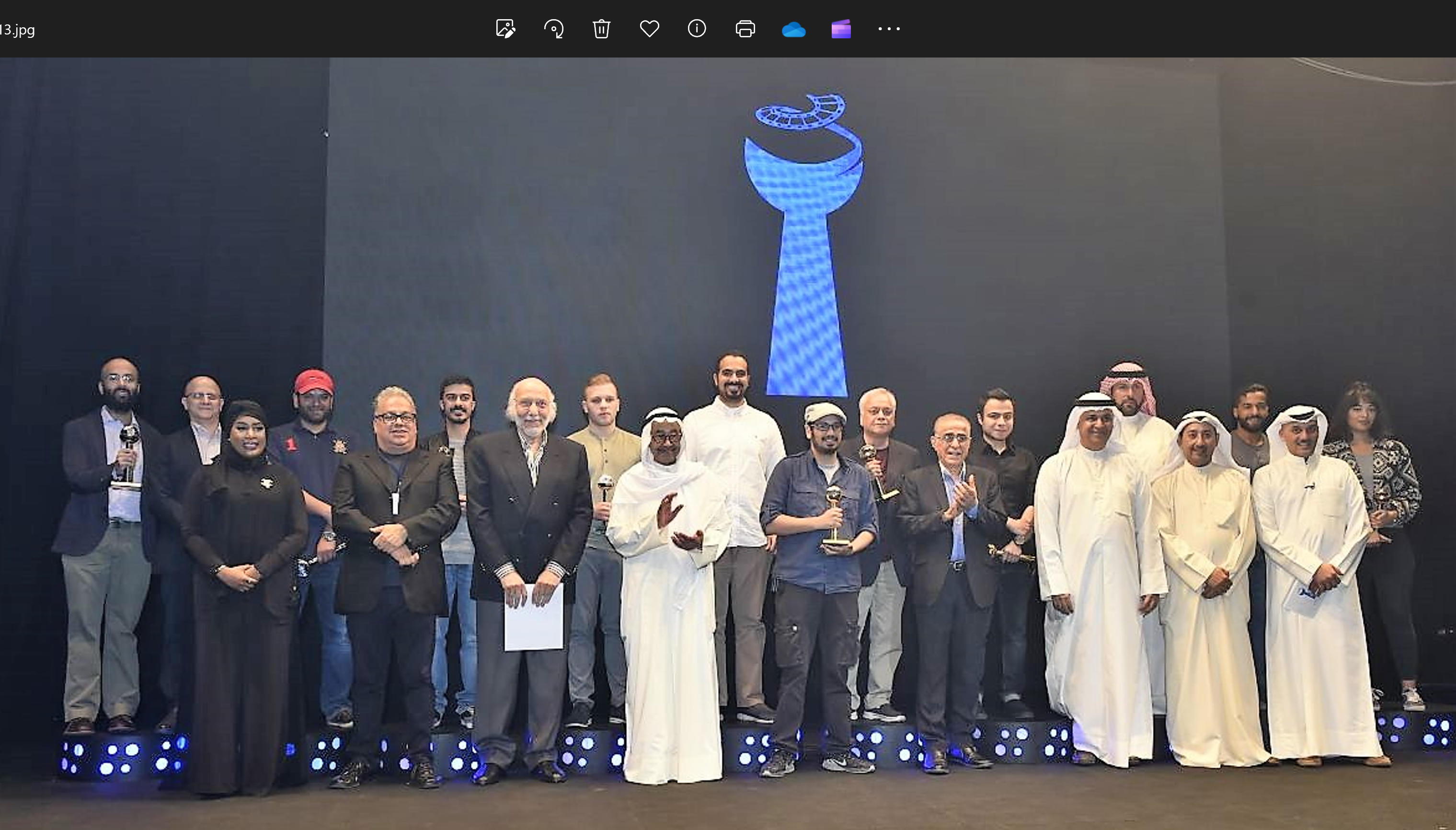
الفائزون في معرجان الكويت السينمائي 2017 مع المخرج خالد الصديق وعدد من مسئولي المجلس الوطني للثقافة.

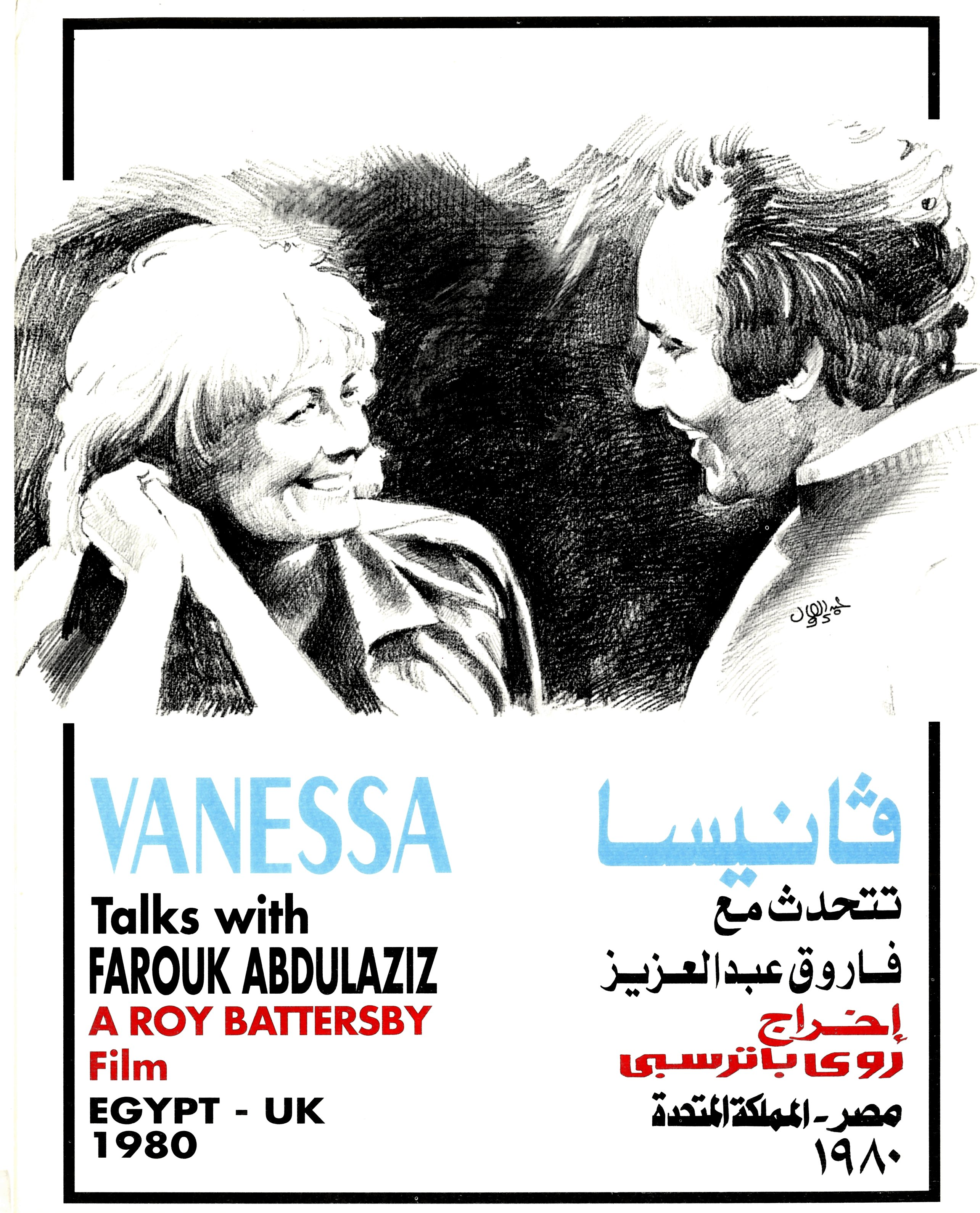
عرض فيلم فانيسا تتحدث مع فاروق عبد العزيز خارج المسابقة في مهرجان الإسماعيلية الدولي للأفلام الوثائقية والقصيرة في عام 1995.

في أبريل من عام 1980 دُعي الفاروق للمشاركة في لجنة التحكيم الدولية في مهرجان أوبرهاوزن للأفلام القصيرة والوثائقية Oberhausen Kurtzfilmtages. وكان الفاروق قد شارك أيضًا في أعمال لجنة تحكيم المهرجان القوميّ للأفلام التسجيلية والقصيرة في مصر في عام 1976. وضمت قائمة لجان التحكيم تمثيل الفاروق لجمعية نقاد السينما المصريين EFCA في لجان تحكيم الاتحاد الدولي للصحافة السينمائية FIPRESCI في دورات مهرجان كان السينمائي الدولي لأعوام 1984 و 1985 و 1987. وفي عام 1995 عاد الفاروق للمشاركة في لجنة التحكيم الدولية في مهرجان الإسماعيلية الدولي للأفلام التسجيلية والقصيرة في مصر. وكان الفاروق عضوًا في لجنة التحكيم واللجنة العليا لمهرجان الكويت السينمائي الأول الذي عُقد في 17 من مارس من عام 2017. وشهد عام 2019 مشاركته في عضوية لجنة تحكيم مهرجان بيوند الدولي للأفلام Beyond International Film Festival في دورته الأولى في دولة الكويت.

## مرحبًا بطريق الحرير
بدأت العلاقة مع تليفزيون NHK الياباني الحكوميّ عقب إنتاج الفاروق للنسخة العربية من الإنتاج السويسري "الحدائق الوطنية العظمى في أوروبا" The Great National Parks of Europe (10 ساعات) من إنتاج وتوزيع Telepool Suisse في عام 1986. إذ قامت الشبكة اليابانية بتكليف الفاروق بإنتاج النسخة الدولية الناطقة بالإنجليزية من الجزء الثاني من المسلسل الوثائقيّ الطويل (18 ساعة) "طريق الحرير" Silk Road، وانتهي الأمر بالفاروق كاتبًا مشاركًا في كتابة التعليق للمناطق الإسلامية الممتدة على طريق الحرير بين أفغانستان وتركيا. كما أعاد كتابة النص كاملًا بالإنجليزية ليعرض المسلسل في عام 1987 على قنوات رئيسة منها قناة ITV في بريطانيا و"قناة التاريخ" History Channel في كندا. وكان لإنتاج الفاروق النسخة الدولية من "طريق الحرير" الأثر المباشر في تكليف وزارة الثقافة والسياحة التركية له في عام 1987 بإنتاج فيلم عن موضوع من اختياره في تركيا. وجاء الفيلم الوثائقي "مرحبا" Merhaba (1988) بمثابة عرضٍ للوحة جدارية عن امتزاج الفن والثقافة والتاريخ في تركيا .

## «بركه»

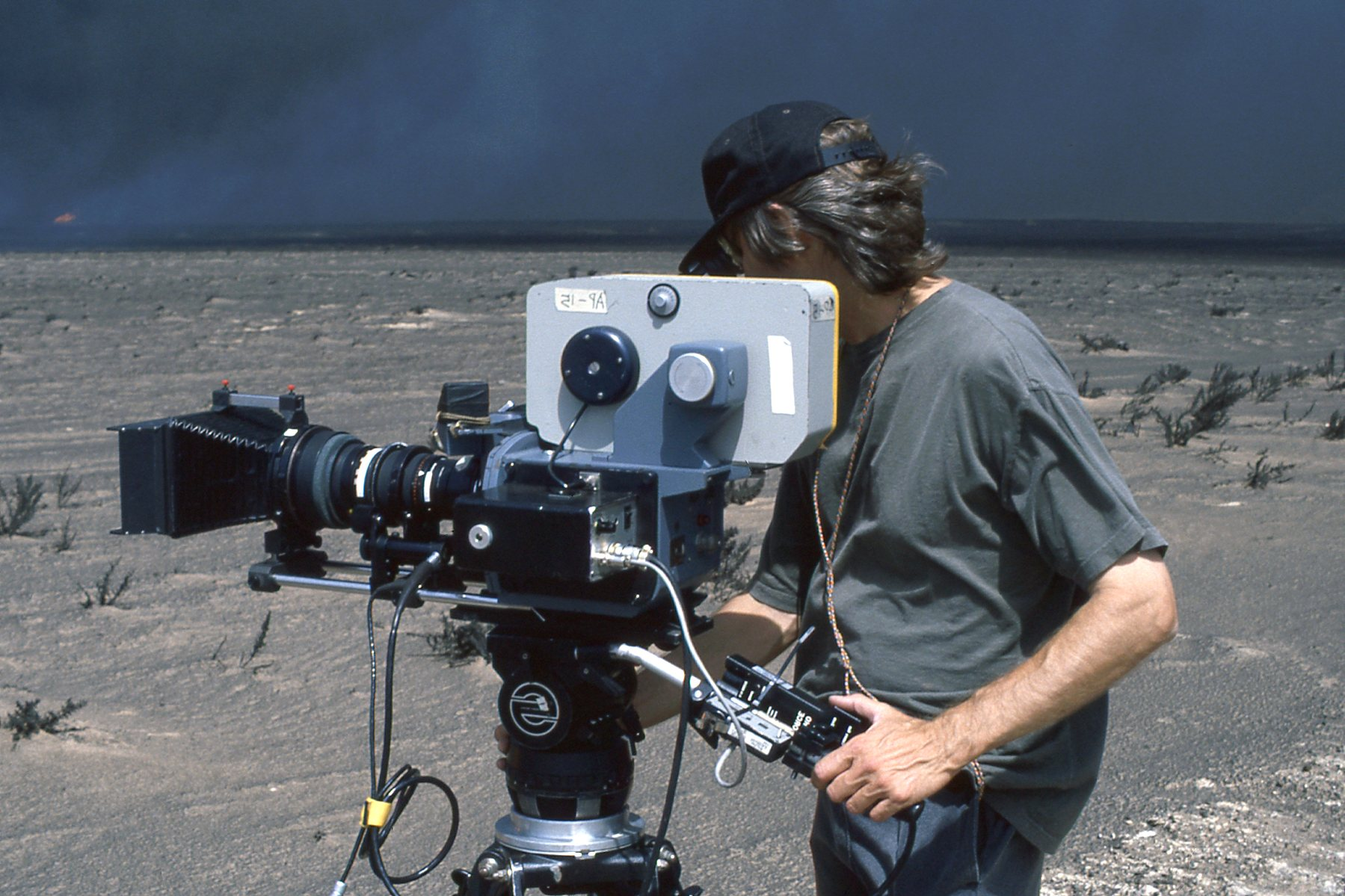
مدير التصوير المخرج رون فريكي يصور حرائق آبار النفط في حقل البرقان في الكويت في مايو 1991 لفيلمه المهم بركة.

في أعقاب حرب الخليج المعروفة بعملية "عاصفة الصحراء" Desert Storm، انشغل الفاروق لحوالي عام بين فبراير 1991 وفبراير 1992 بالعمل باحثًا ومنتجًا لقصص من الكويت مع قنوات عدة منها شبكة BBC وChannel 4 البريطانية وشبكتي CBS و NBC الأميركيتين. وفي خلال الفترة نفسها أنتج الفاروق المقطع الخاص بالكويت، من بين 25 بلدًا، من فيلم رون فريكي "بركة" Baraka الذي أنتجه مارك ماجيدسون للشاشة العريضة Todd AO سبعون ميلليمترًا ، وهو فيلم روائي فريد في جمالياته
.

## الفيلمُ الروائي: بداياتٌ لم تكتمل

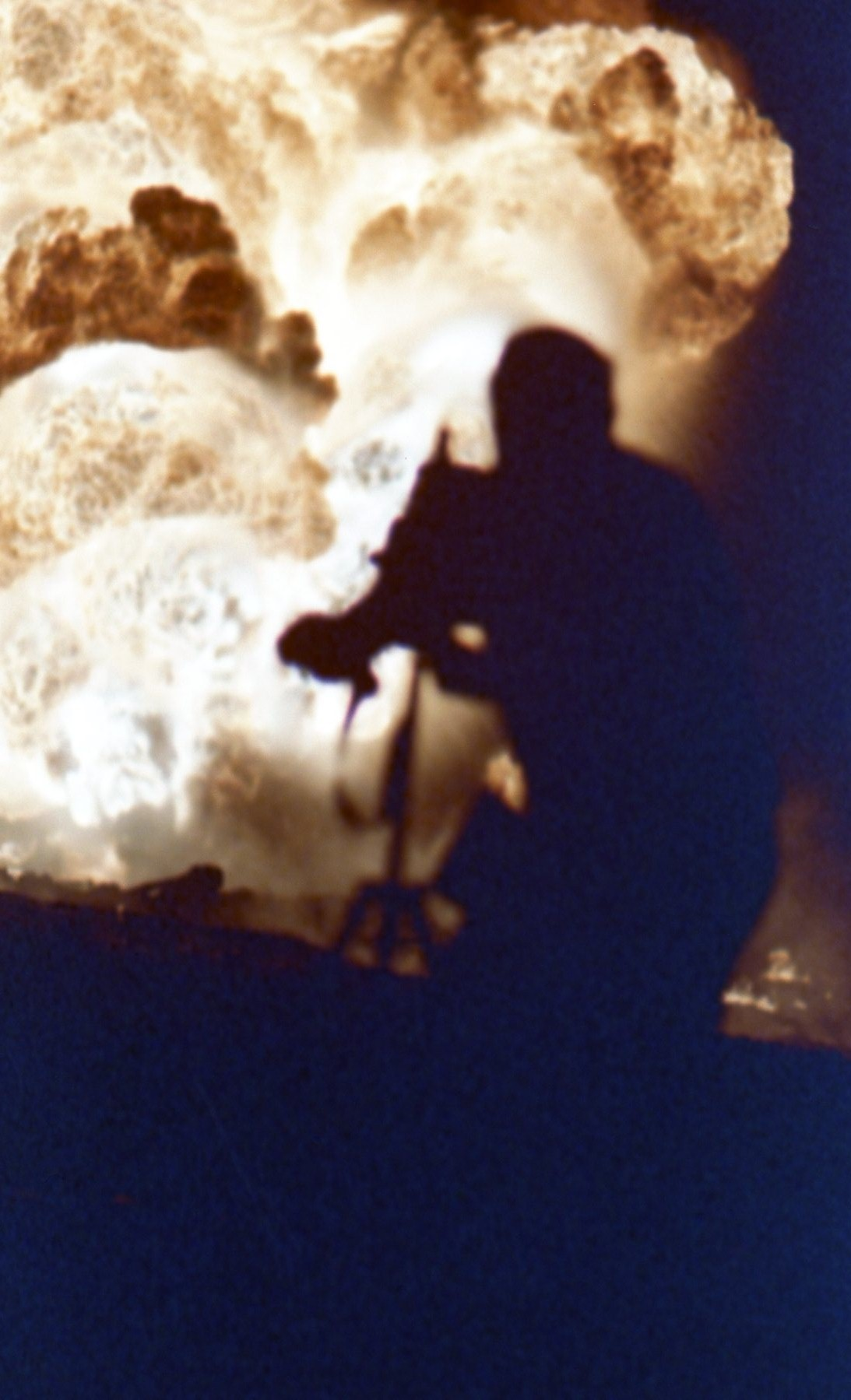
الفاروق يصور حرائق آبار النفط الكويتية في مارس 1991.

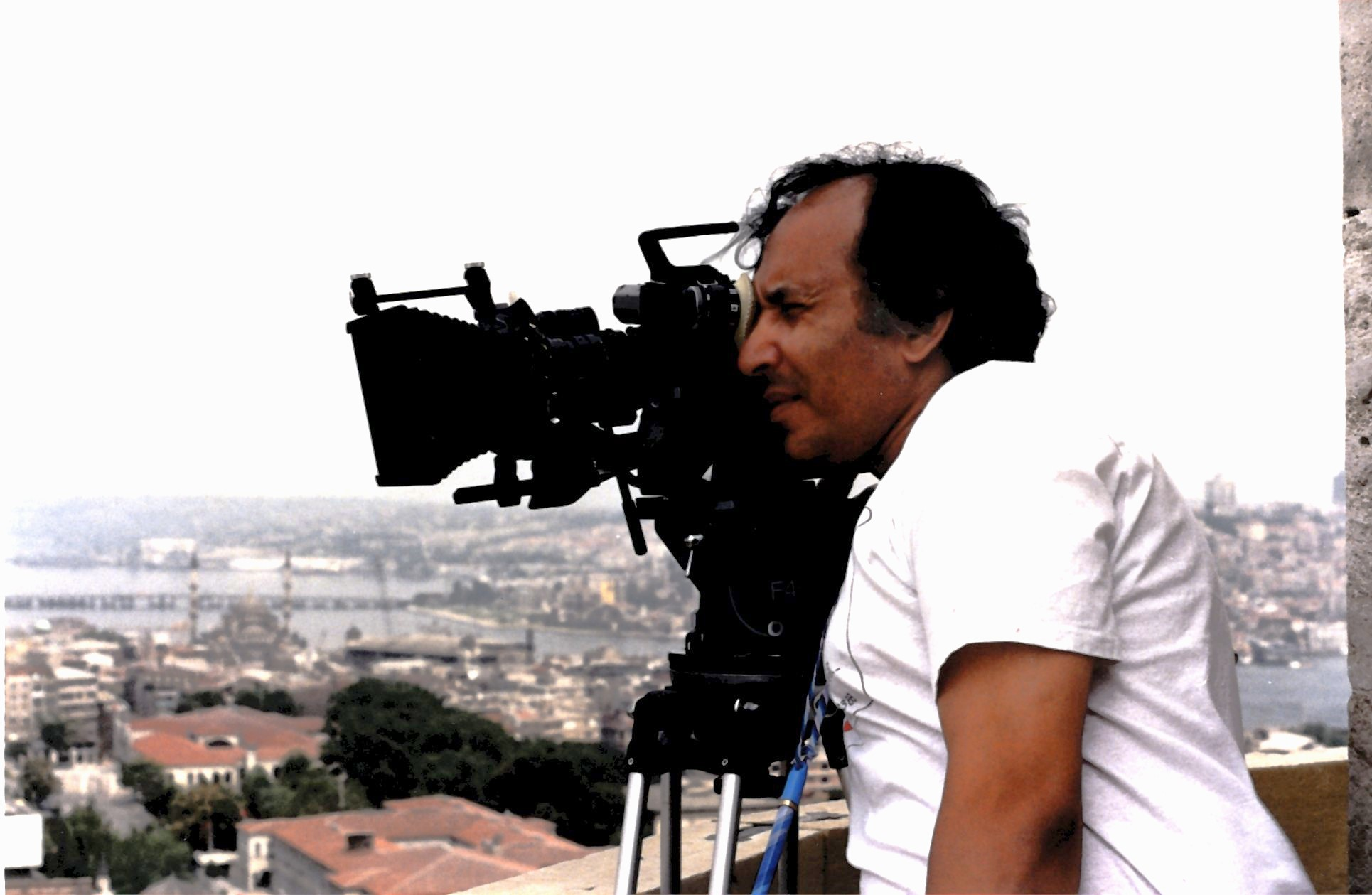
تحضير لقطة من شرفة مئذنة في مدينة بورصه التركية ضمن جدول إنتاج فيلم مرحبا في عام 1987.

في منتصف التسعينيات كان الفاروق منشغلًا بتقديم عروض لمؤسسات تمويل سينمائية أوروبية للمساعدة في إنتاج فيلمه الروائيّ الدولي الأول "حبٌ في المنفى" Love in Exile الرواية التي تدور أحداثها في عاصمة أوروبية من تأليف الكاتب المصري بهاء طاهر والتي حققت نجاحًا كبيرًا. وبعد توقيع اتفاقية إنتاج مشترك مع شركة Meem Productions الأيرلندية، وإعلان انطلاق المشروع في الإصدارات الخاصة بمهرجان كان السينمائيّ الدولي Festival de Cannes في مطبوعتين هما"سكرين إنترناشيونال" Screen International و"موفينج بيكتشرز" Moving Pictures في 17 من مايو من عام 1996، قرر صندوقا تمويل أوروبيان الانسحاب من صفقة التمويل بسبب عدم استجابة المؤلف وفريق العمل لطلبهما حذف أو التقليل من مشاهد دورٍ لشخصية يهودية في الرواية بحجة وجود قانون متعلّق بمعاداة السامية. وكان جواب كاتب الرواية الرفض المطلق مما أدى إلى توقف تطوير المشروع. وهكذا كان مصير مشروع آخر، وإن لم يكن أعيق تنفيذه للأسباب نفسها. ففي عام 1985 وقع الفاروق عقدًا مع الشركة العالمية للتلفزيون والسينما في القاهرة لكتابة وإنتاج وإخراج أول أفلامه الروائية؛ "أحلام غريب". غير أن اختلافات رئيسة في أسلوب التنفيذ مع إدارة الشركة حالت دون إنجاز العمل.

## الإذاعةُ من جديد
عاد الفاروق في منتصف عام 1999 إلى كتابة وتقديم برامج سينمائية ولكن هذه المرة في الإذاعة الكويتية لفترة امتدت حتى نهاية عام 2002 برز فيها برنامج "كوميديان" الذي استمر تقديمه لأكثر من عام متصل في الوقت الذي تراوحت فيه برامجه الأخرى؛ "السينما والعالم" و"سينما إذاعية" و"أفلام وأنغام" بين موسمين وأربعة مواسم.

## أوجهٌ متعددة

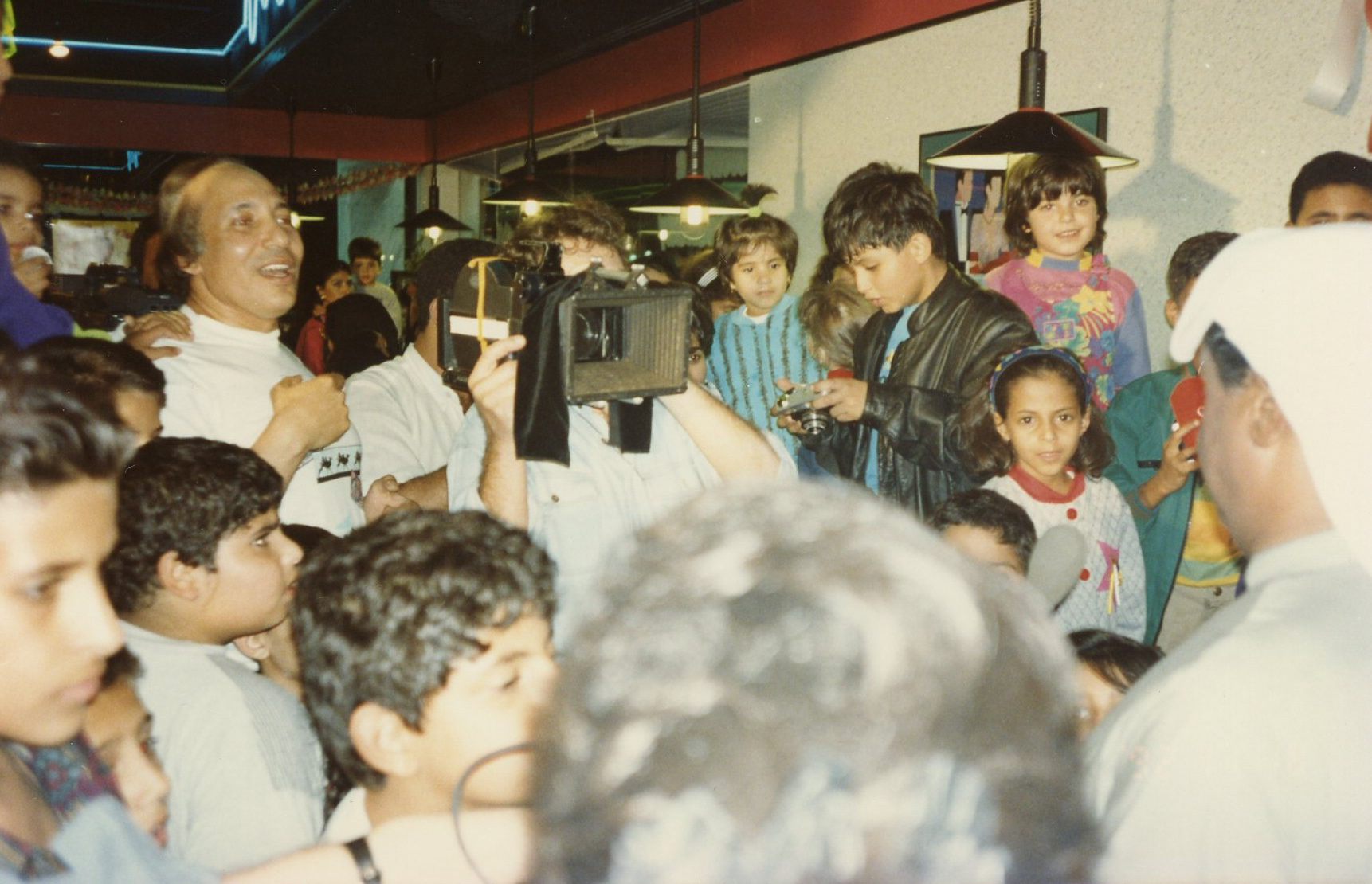
تصوير إعلان تلفزيوني لشركة أمريكانا هارديز في 1992 مع نجم الخليج غانم الصالح.

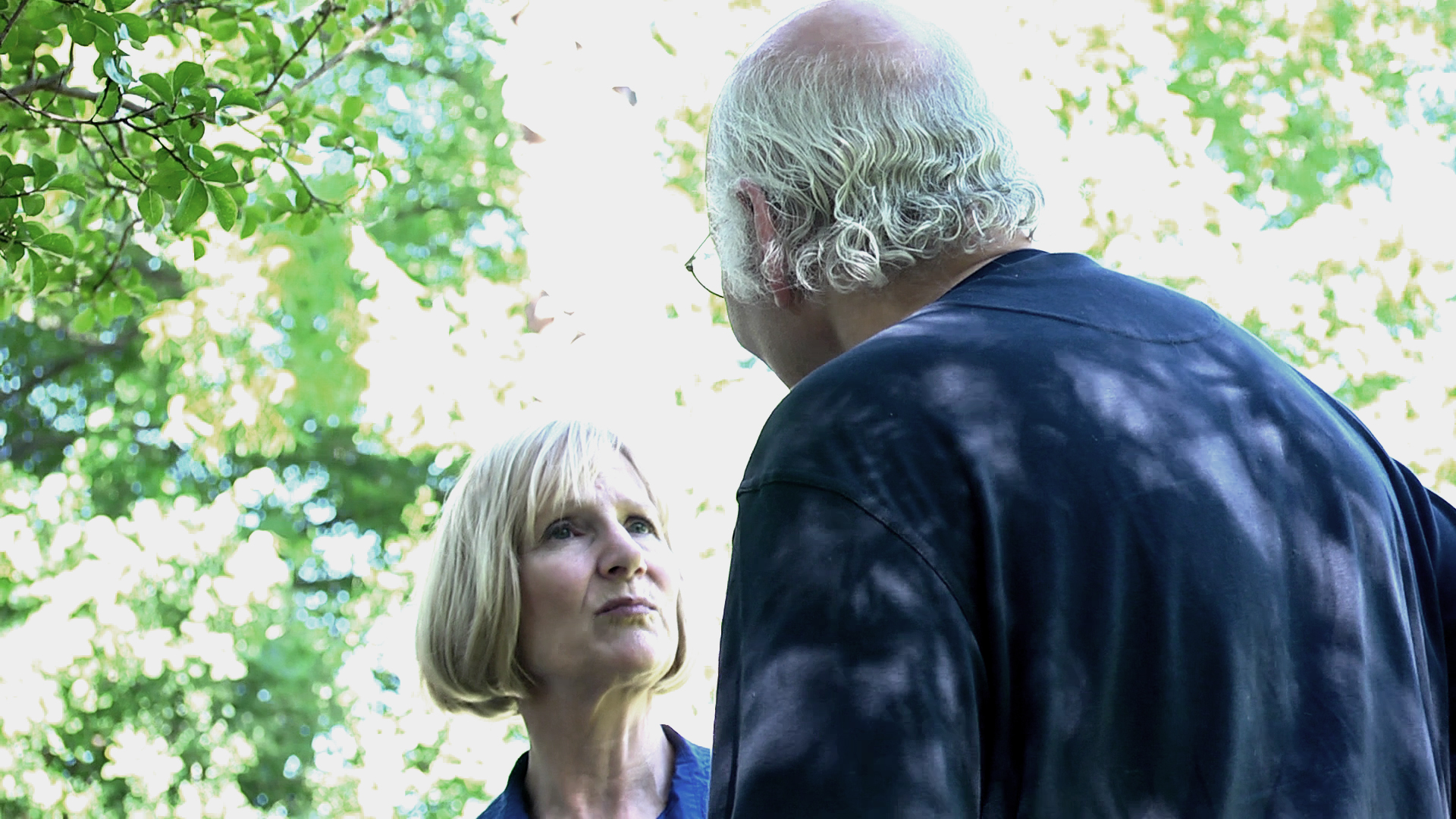
حوار مع أليسون وير مؤسسة موقع لو علم الأميركيون Ifamericansknew لفيلم سياسي.

تجلّى تعدد الأوجه في نشاط الفاروق خلال التسعينيات في قيامه في عام 1994 بتأسيس شركة في أوتاوا – كندا مع شريكين منهما شركة CoreVideoCom باسم Muslim Mind Inc.، وكان الغرض الأساس للشركة إنتاج مسلسلٍ وثائقيّ (13 حلقة× 26 دقيقة) للتليفزيون الدولي بعنوان "العقل المسلم" Muslim Mind يتناول أوجه الجدل المعاصر بين الإسلام والغرب. وقد تم تطوير المسلسل وكتابة العرض الأساس متضمنًا ملخصات للحلقات الثلاث عشرة. وقد رحب التلفزيون الكندي CBC في أونتاريو وقناة Vision TV الكندية بالإضافة إلى التلفزيون الفيدرالي الأميركي PBS بالمشروع والرغبة في عرضه، ولكن عدم اكتمال التمويل كان العامل الحاسم في وضع المشروع على الرف. كما تمثّل تعدد أوجه نشاط الفاروق أيضًا في كتابة دراسات جدوى لإنشاء شركة إنتاج عالمية ولتأسيس قنوات فضائية (1997 – 1999).

## المشورةُ والإنتاجُ التليفزيوني

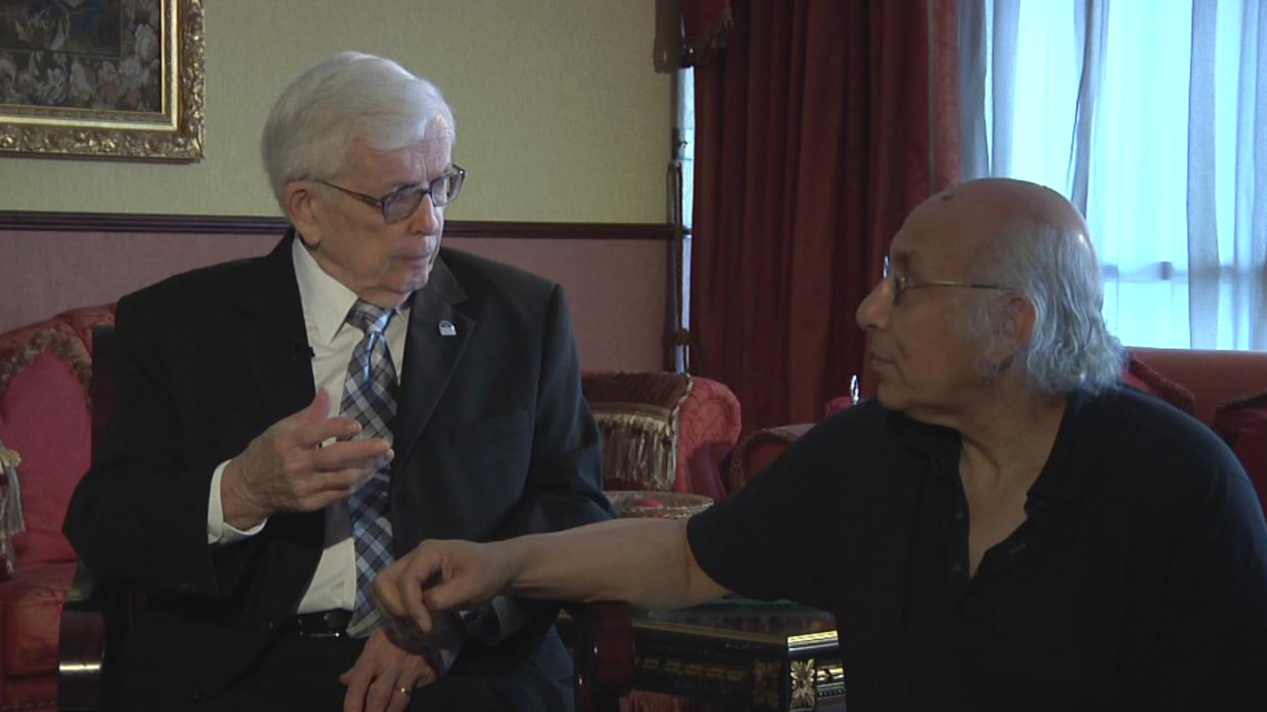
عضو الكونجرس الأميركي الأسبق بول فندلي مؤلف كتاب من يجرؤ على الكلام في حوار مع الفاروق في دبي في 2012 لفيلم عن مسيرته في علاقتها بالقضية الفلسطينية.

غير أن أبرز مظاهر هذا التعدد كان قد بدأ بالفعل منذ مطلع الثمانينيات من القرن العشرين حين قدم الفاروق المشورة لوزيري إعلام في دولة الكويت حتى عام 1990 حول تطبيق الشق السينمائيّ من بروتوكولات التعاون التي تبرمها حكومة الكويت مع مختلف الدول. ومنذ عام 2004 تجدد هذا الدور في تقديم المشورة الإعلامية لعدد من الجهات الحكومية الكويتية، وهو دور تواصل حتى يونيه من عام 2018 على الرغم من انشغاله في الإنتاج الوثائقيّ بشكل مكثّف. في إطار تلك المشورة تم تكليف الفاروق بإنتاج عدد من الأفلام الوثائقية والعروض التليفزيونية منها؛ "الفن الإسلامي: أضواء وظلال" (1999) و"بصمة الروح" (2000) عن المقاومة الكويتية والشهادة إبان الغزو العراقي لدولة الكويت في الثاني من أغسطس من عام 1990، و"30 رسالة حب" (2000) عن الموضوع نفسه، و"أحبُ نفسي" – 11 حلقة (2001) عن معالجة آثار العدوان العراقي من منظور نفسي، و"الخاتِم" صلى الله عليه وسلم (2005) وهو مشروع تقديمي في شكل وثائقي لإنتاج مسلسل عن سيرة وأخلاق النبي محمد صلى الله عليه وسلم، و"أن أكون أو لا أكون" (2006) عن تشغيل الشباب الكويتي في علاقته بالطموح الفردي، و"بريرة" (2007) عن مشكلات العمالة المنزلية في الكويت، و"الفن الإسلامي: ميراث أمة" (2009).

## العلم والدين؛ منهج حياة
كان لاكتشاف الفاروق للنتائج المثيرة للاهتمام التي توصّل إليها الباحث وطبيب الأمعاء الفرنسي الدكتور موريس بوكاي Dr. Maurice Bucaille في دراساته حول العلاقة بين النصوص المقدسة والعلم، وفي مقدمتها ما نشره في كتابه ذائع الصيت؛ "الكتاب المقدس والقرآن والعلم" La Bible, le Coran et la Science في عام 1976؛ وهو الكتاب الذي وزعت منه على مدى الأعوام الثلاثين التالية نحو 15 مليون نسخة في نحو 15 لغة – كان لهذا الاكتشاف الأثر الكبير في اهتمام الفاروق بدراسة تلك العلاقة. وهي دراسة تواصلت في أعمال بصرية وأدبية لأكثر من خمسة عشر عامًا.
ففي أبريل من عام 2008 بدأ الفاروق في إنتاج مشروعين وثائقيين في وقت واحد في نسختين أصليتين بالعربية والإنجليزية حول ما توصّل إليه الدكتور موريس بوكاي في كتابه الأول. استغرق الإنتاج نحو عامين ليصبح الفيلمان "موريس والفرعون" Maurice & the Pharaoh و"من الكون الصغير إلى الكون الكبير" From Microcosm to Macrocosm جاهزين للعرض في ربيع عام 2010. وقد عرض كلاهما في مهرجان قناة الجزيرة الوثائقية في أبريل من عام 2010 ثم في مهرجان الجمعية الإسلامية بأميركا الشمالية Islamic Society of North America ISNA في يوليه من عام 2010. وفي سبتمبر من عام 2010 عرض الفيلمان في قاعة عرض آيماكس IMAX في المركز العلمي بدولة الكويت. وفي ديسمبر من عام 2010 أعلنت لجنة التحكيم الدولية لمسابقة "جائزة الشهيد فهد الأحمد الدولية للعمل الخيري" عن فوز فيلمي "موريس والفرعون" و"من الكون الصغير إلى الكون الكبير" بجائزة "العمل الخيريّ المتميّز والمبتكر". وجدير بالذكر أن ثلث ناصر عبد المحسن السعيد الخيري بالكويت قد قام بتمويل إنتاج الفيلمين في مارس من عام 2008.

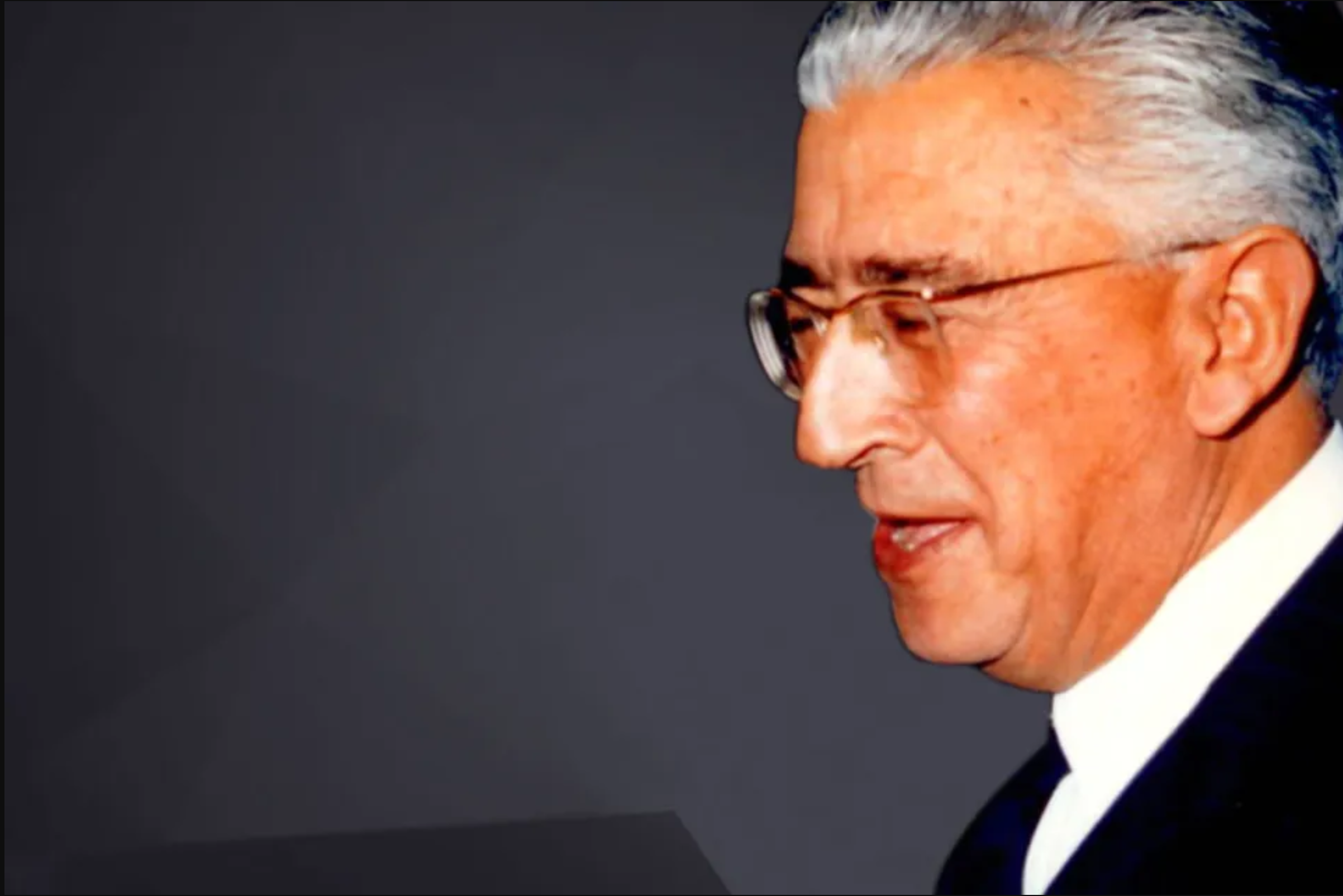
الدكتور موريس بوكاي في صورة أرسلتها زوجته خاصة للفاروق في عام 2008.

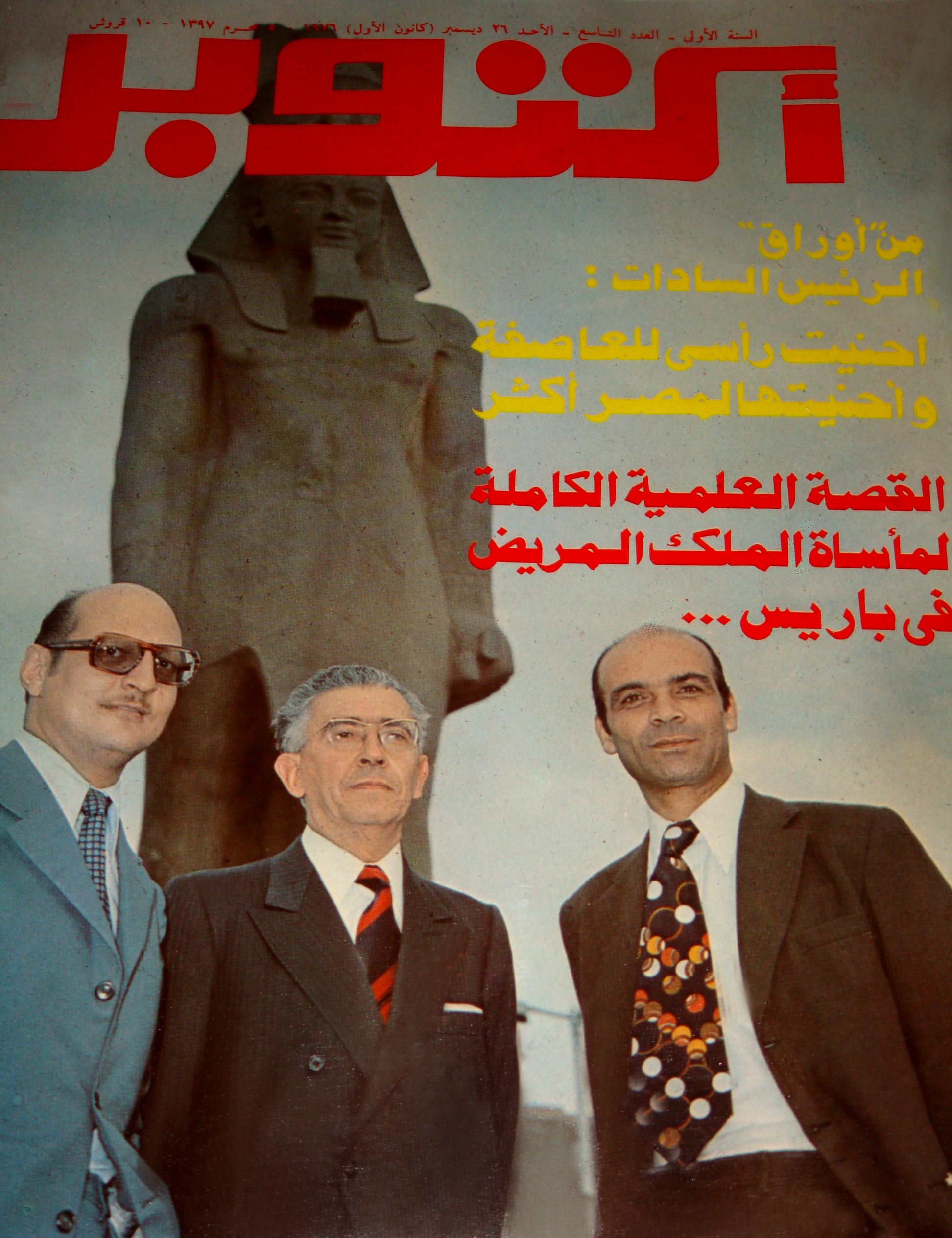
الدكتور موريس بوكاي في القاهرة متوسطًا د. مصطفى المنيلاوي ود. رجائي المليجي. على غلاف مجلة أكتوبر عدد 26 ديسمبر 1976.

وقد تزامن عرض الفيلمين مع نشر دراسة كتبها الدكتور ستيفانو بيلياردي Stefano Bigliardi، أستاذ فلسفة العلوم بجامعة الأخوين المغربية في الوقت الحالي، والذي كان قد تواصل مع الفاروق في عام 2010 بهدف الحصول على نسخ من الفيلمين لأغراض الدراسة المنشورة بعنوان: "الحالة الغريبة للدكتور بوكاي: ملاحظات لإعادة النظر" The Strange Case of Dr. Bucaille: Notes for a Re-examination. وقد اعتبر بيلياردي الفيلمين والموقع الخاص بموروث الدكتور بوكاي، والذي أنشأه الفاروق في عام 2010: www.bucaillelegacy.com، مراجع تحتوي على معلومات محققة وصالحة للاستشهاد الأكاديمي في دراسته.
هذا وقد تم إنتاج فيلم وثائقي ثالث، عن إشارات علمية قرآنية ذات صلة بعلم الفيزياء الفلكية، في نسختين أصليتين بالعربية والإنجليزية من زاوية مختلفة بعنوان "أبواب السماء" Gates of Heaven، وعرض الفيلم على شاشة آيماكس IMAX بالمركز العلمي الكويتي في مارس من عام 2012. ومع توسّع البحث في فهم الإشارات العلمية في القرآن الكريم قام الفاروق بإنتاج خمسة أفلام جديدة تم عرضها في أكتوبر من عام 2014 على قناة youtube.com/@alfarouqchannel بنجاح كبير. والأفلام من تمويل مبرة بدور الخيرية في الكويت.

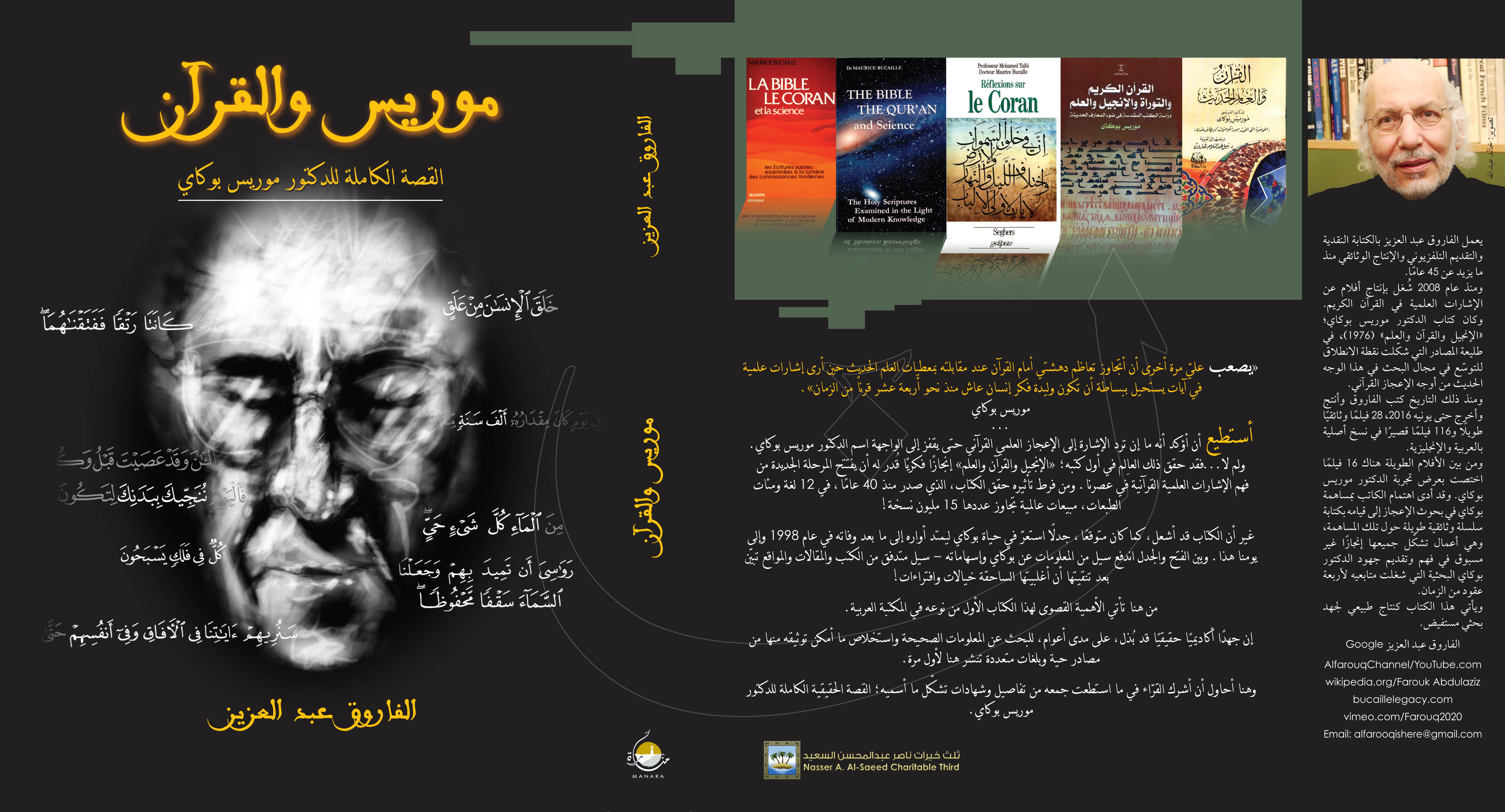
غلاف كتاب موريس والقرآن 2016.

يتناول الفيلم الأول الكيفية التي حدث بها "الانفتاق العظيم" The Great Split أو ما يعرف بنظرية الانفجار الكبير Big Bang، بينما يشرح "الكون يتوسّع" Expanding Universe التسارع المستمر في هذا العملية. أما فيلم "الحبك: النسيج الكوني" Hobok: Cosmic Web فيصف العمارة الكونية العظمى ومكوناتها استلهامًا من الكلمة القرآنية: الحبك. ويقدم فيلم "أصوات الإعجاز" Signs & Voices شهادات لمجموعة من الأشخاص من العالم الغربي ترك فيهم اكتشاف وجود إشارات علمية في القرآن تأثيرًا لا يمحى. ويأتي الفيلم الخامس "سابحة في فلكها" In Her Orbit كاستعراض لمفاهيم عدة متعلّقة بكوكب الأرض من بينها كونه متكوّرًا بليله ونهاره على شكل كرة، وبأنه مجرد كوكبٍ في كونٍ مفتوح وليس مركزًا له، وهي أفكار لم تكن معروفة في زمن تنزيل القرآن قبل 1400 عام.
بعد بحثٍ أكاديمي المنهج لأكثر من عامين، نشر الفاروق كتابه الأول ليكون مرجعًا في بابه. ففي نوفمبر من عام 2016 قدم كتابه "موريس والقرآن: القصة الكاملة للدكتور موريس بوكاي" في محاضرة بتكليف من المجلس الوطني للثقافة والفنون والآداب في دولة الكويت خلال معرض الكتاب الحادي والأربعين. ويحتوي الكتاب الواقع في 575 صفحة على عشرين فصلًا مع عشرين من الهوامش والتعليقات.
```
في الفصول العشرين نتعرّف أهم القضايا التي شغلت بوكاي قبيل بحثه في العلاقة بين الكتب المقدسة والعلم الحديث ومنها الصور النمطية عن "المحمدية والمحمديين" Mahometiens كما كان مجتمعه يسمي الإسلام والمسلمين في صباه ومطلع شبابه، ثم يعالج الكاتب بالتفصيل مرحلة التحوّل في نظرة بوكاي للإسلام والتي أدت إلى إقباله على دراسة اللغة العربية بجامعة باريس لثلاث سنوات بدءًا من عام 1970 مما مهد له السبيل ليقرأ القرآن في لغته العربية، وليكتشف بعدها وجود نحو مائتي آية قرآنية في علاقة وثيقة بالعلم الحديث . ويتناول الكتاب الاتهامات التي وجهت إلى بوكاي من كتّاب وصحفيين وعلماء بانحيازه للإسلام وبفرض تفسيرات غير علمية على الآيات. ويفنّد الكتاب هذه الاتهامات بالأدلة العلمية في توافقٍ مع منظور بوكاي نفسه. أما مباحث بوكاي التاريخية فكانت موضع عناية فائقة في الكتاب وخاصة توصّله إلى تحديد شخص فرعون موسى عليه السلام. وينشر الكتاب لأول مرة في العربية ترجمةً لمحاضرتين ألقاهما بوكاي في أكاديمية الطب الوطنية الفرنسية في باريس في عام 1976. ويحفل الكتاب بمواد مأخوذة من الأرشيف البصري والسمعي الفرنسي INA تنشر لأول مرة. أما هوامش الكتاب فتحتوي على مواد نادرة ولقاءات مع بعض من عرفوه في حياته.
```

وكان الفاروق قد أنتج أيضًا في عام 2016 فيلمًا وثائقيًا في نسختين باللغتين العربية والإنجليزية عن واحدة من إنجازات الدكتور بوكاي متعلّقة بتحديد شخصية فرعون الخروج بعنوان: "من هو فرعون موسى عليه السلام" Who is Moses Pharaoh.
في نهاية عام 2017 نشر الفاروق كتابه الثاني وكان عن قصة بوكاي أيضًا ولكن بالإنجليزية تحت عنوان: Maurice and The Qur’an في 230 صفحة.
وفي العام نفسه أنتج الفاروق فيلمًا وثائقيًا عن حياة وتجربة الدكتور بوكاي مع الإشارات العلمية في القرآن في نسختين بالعربية والإنجليزية بعنوان: "القصة الحقيقية للدكتور بوكاي" The True Story of Dr. Bucaille .
واكتملت رحلة دراسة موروث الدكتور بوكاي في عام 2022 بإنتاج فيلم وثائقي يحدد ما أوصلته إليه تجربته بعد خمسة وعشرين عامًا من التفكر في القرآن بعنوان: "هل أسلم الدكتور بوكاي؟" .
نُشر الكتاب الثالث للفاروق في مطلع عام 2018 بعنوان: "وحبكت بالنجوم" في 230 صفحة وتناول فيه ظواهر من علم الفيزياء الفلكية في علاقتها بإشارات علمية واردة في آيات قرآنية. ثم ما لبث أن نشر في العام نفسه كتابان هما: "من كان يعلم هذا قبل أربعة عشر قرنًا" وWho Would Have Known This 14 Centuries Ago وفيهما مجموعة من ظواهر علمية متفرقة تجد لها صدى مسموعًا في آيات قرآنية مختارة.

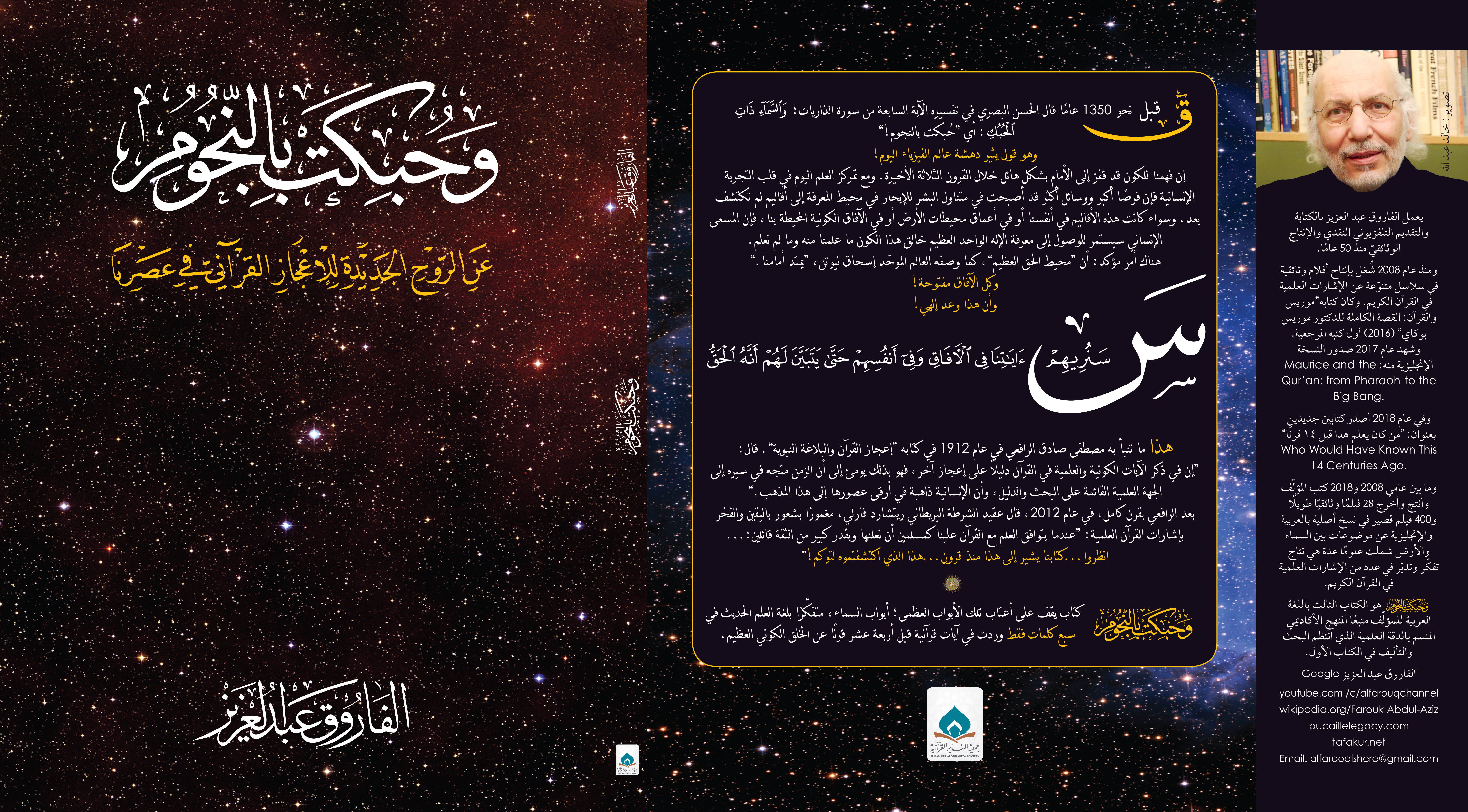
وحبكت بالنجوم هو الكتاب الثاني في سلسلة عن إشارات القرآن الكريم العلمية والتاريخية - 2018.

انكب الفاروق طوال عام 2020 على البحث لكتابة 30 حلقة من برنامج جديد تمامًا في أسلوب تقديمه وإخراجه عن العلاقة بين إشاراتٍ علمية وتاريخية واردة في القرآن الكريم وبحوث علمية دولية من جهة، وأحداثٍ وقعت منها انتفاضةُ الأميركيين من أصل أفريقي عقب قتل جورج فلويد في 25 مايو 2020 وانتشار فيروس كورونا في العام نفسه من جهة أخرى. وخلال عام 2021 بـأكمله انشغل بتقديم وإنتاج وإخراج حلقات الموسم الأول من البرنامج الذي أسماه: "البرهان؛ العلم والتاريخ في ظل القرآن". وقد أتم إنتاج 15 حلقة مستخدمًا لأول مرة في الإنتاج التلفزيوني العربي برنامج Aximmetry الذي يعيد توزيع العناصر المكونة للصورة وفقًا لتصوّر المخرج. كما تعامل ولأول مرة أيضًا مع برنامج ومنتجات Unreal Engine/Epic Games التي توفّر مادة إبداعية مبهرة على النحو الذي تستخدمه ستوديوهات هوليوود.
وخلال عام 2023 انشغل الفاروق بكتابة حلقات برنامج تلفزيوني جديد يتم إنتاجه بأسلوب إنتاج "البرهان" نفسه أسماه؛ "حياةٌ قبل الحياة" متضمنا شهادات ومعلومات من بحوث منشورة لعلماء أجنّة من كندا والولايات المتحدة تتعلّق بفهمهم لمدى تطابق آيات قرآنية عن تطور الجنين مع علوم التشريح وعلم الأحياء التطوري والأجنّة الحديثة ليقوم بتقديمه وإنتاجه وإخراجه للعرض في خمس لغات في أكتوبر من عام 2024.

## روابط خارجية
- الفاروق عبد العزيز على موقع IMDb (الإنجليزية)